# LE-Car
LE-Car（エルイーカー，Light Economy-Car；輕型經濟客車）是曾經由富士重工（現為速霸陸）生產的鐵路動力客車。LE-DC（エルイーディーシー，Light Economy-Diesel Car；輕型經濟柴油客車）則是其進階型。
20世紀80年代至1990年代，日本國鐵的諸多特定地方交通線轉交民營的第三部門鐵道營運，但許多路線運量清淡，因而廣泛使用此類客車，也有原為電氣化的路線改行駛本類客車，例如名古屋鐵道和近江鐵道。

## 概要
富士重工為紀念於1962 年製造的南部縱貫鐵道KiHa 10型柴聯車的20周年，因此在1980年左右日本國鐵的技術指導下，開始針對載客量降低的鐵道路線使用的鐵路車輛進行開發，並在1982年發表LE-Car；其售價則為3500萬日圓 。雖然針對鐵路車輛重新設計底盤，但11.6公尺長的車體則是來自同公司製造的R13型和R13型B系公路客車，引擎則採用日野汽車製造的公路客車用柴油發動機。
與傳統的兩軸車將車軸直接懸掛於車身底盤不同，富士重工特別開發了配備空氣彈簧的單軸轉向架，以改善通過轉轍器與彎道的能力。考慮到過往類似車輛使用手動控制的機械式變速機，結果無法總控重聯（每輛車需要一名司機員操縱），本型車使用類似大型柴油客車的液體式變速器，駕駛員可以總控重聯兩輛以上。。
1984年，富士重工依據15型E系和15型3系客車車身，研製出車身長度為12公尺的改進型LE-CarII，並在名鐵的廣見線及八百津線上進行試運轉。這就是商業營運用的 LE-Car 系列的基礎。
基於LE-CarII的兩軸車輛在尖峰時段運輸能力不足，後繼車型將車身長度改為15公尺，並使用二軸轉向架，構造與一般鐵路客車相近，稱為 LE-DC。同時，也出現提升發動機輸出功率的改進型，以及使用在地公司製造的設備的車輛（如真岡鐵道，採用了當地的小松製作所製造的引擎），載客量和性能已可比擬一般柴油鐵路客車。
2002年富士重工宣布退出鐵路車輛業務，並將技術轉移給新潟運輸系統和日本車輛。

## LE-CarII

### 兩軸車
LE-CarII系列最早的車型，生產於1984年至1986年。車體長12.5公尺，形狀與當時富士重工製造的R15型客車車體相似，但端面有非貫通式（原型車、5B型和5E 型）和貫通式兩種設計。依據客戶需求，某些設計（例如外型與頭燈）會有變化。側窗為類似一般公車使用的兩段式窗戶，也有類似遊覽車用的半固定式窗戶。引擎使用日產柴油機的PE6H柴油引擎，輸出功率為180PS/2200rpm。配備兩個單軸轉向架，其中一個為動力轉向架。
大部分車輛已因老化報廢，截至2021年4月有四輛車為可動狀態，分別是休業的紀州鐵道有一輛為可動狀態、樽見鐵道轉讓給有田鐵道而再轉讓到有田川町鐵路公園的一輛車、北條鐵道轉讓給紀州鐵道再轉讓至有田川町鐵路公園的一輛車，以及名古屋鐵道轉讓給栗原田園鐵道的一輛車。
※以下表列中，括號中的年份表示原始製造年分。
- 名古屋鐵道KiHa 10型（1984年）
  - LE-CarII投入營業的首部車，端面為貫通型式。（樣車型式，大燈燈箱圓形），側窗為兩段式窗戶。司機員有專用門。後來這兩輛車被轉移到栗原田園鐵道（日语：くりはら田園鉄道），編為KD10型。

- 樽見鐵道Haimo 180-100型、Haimo 180-200型（1984年）
  - 第三部門鐵道首先使用的LE-Car II。端面為非貫通式（5B型，大燈燈箱圓形），側窗為半固定窗。無司機員專用門。獲得1985年鐵道之友會桂冠獎。後來有一輛車被轉移到有田鐵道。

- 三木鐵道180型）（1985年）
  - 端面為非貫通式（5E型，大燈燈箱圓形），側窗為兩段式窗戶。司機員有專用門。

- 北條鐵道Furawa 1985型（1985年）
  - 端面為非貫通式（5E型，大燈燈箱圓形），側窗為半固定窗。司機員有專用門。後來，兩輛車轉移到紀州鐵路，成為該公司的紀鐵1型（キテツ1形）。

- 近江鐵道LE10型（1986年）（1986年）
  - 端面為貫通型式（前窗下無遮光標準型，大燈燈箱方形），側窗為兩段式窗戶。司機員有專用門。引入時，有轉向架車型也開始生產了，本型車成為最後一款二軸型LE-CarII鐵路客車。發動機與後續的轉向架車型一樣，是日產柴油機的PE6HT型柴油引擎，輸出功率為230PS/1900rpm。

- 有田鐵道HaIMo180-100型（ハイモ180形）（1994年取得）
  - 原為樽見鐵道的ハイモ180-101。2003年因廢線而停用，動態保存於有田川町鐵道公園。

- 栗原田園鐵道（日语：くりはら田園鉄道）KD10型（1995年取得）
  - 原為名古屋鐵道的 Kiha 10 型車輛，有兩輛。由於路線停駛和公司解散而報廢了。 KD11 號車動態保存於原若柳站（日语：若柳駅）的栗原田園鐵道公園。

- 紀州鐵道キテツ1形（2000年取得）
  - 原為北條鐵道フラワ1985形，仍有一輛車在籍，一輛則保存在有田川町鐵道公園。

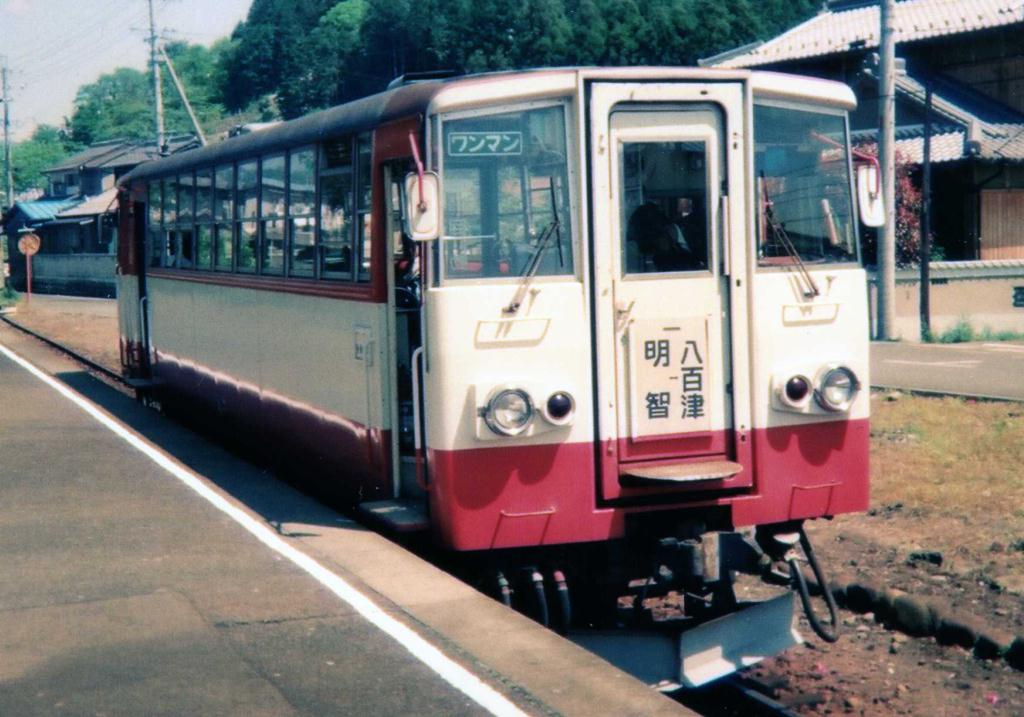
名古屋鐵道KiHa 10型，八百津站
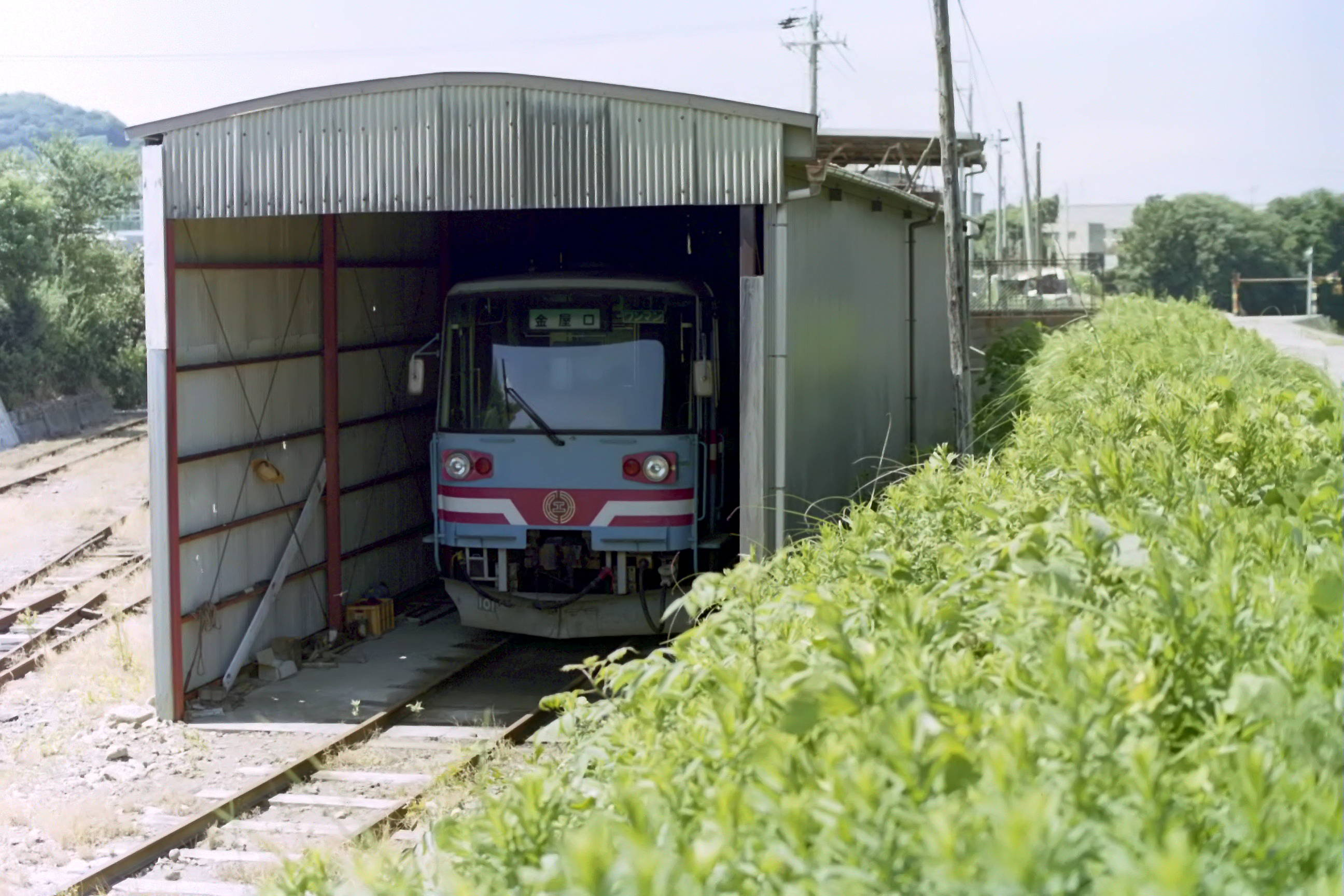
準備轉讓給有田鐵道的ハイモ180-101
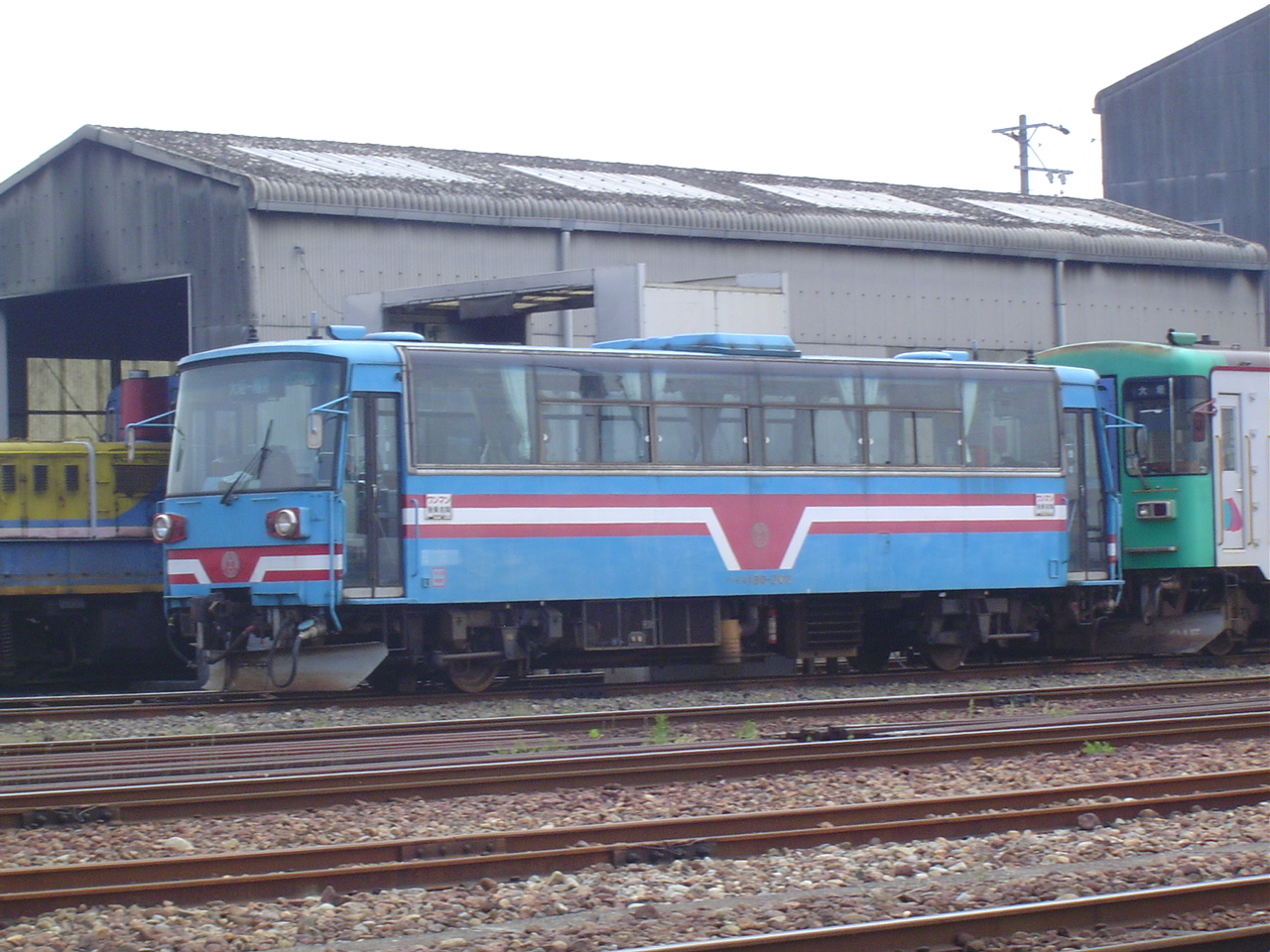
樽見鐵道ハイモ180-200型
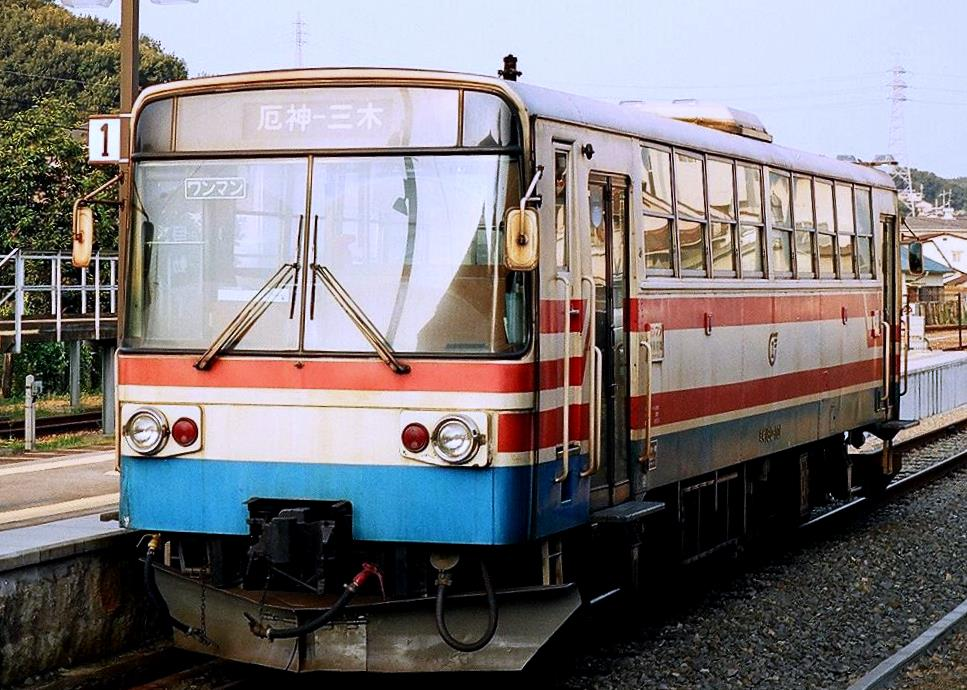
三木鐵道180型（ミキ180形）
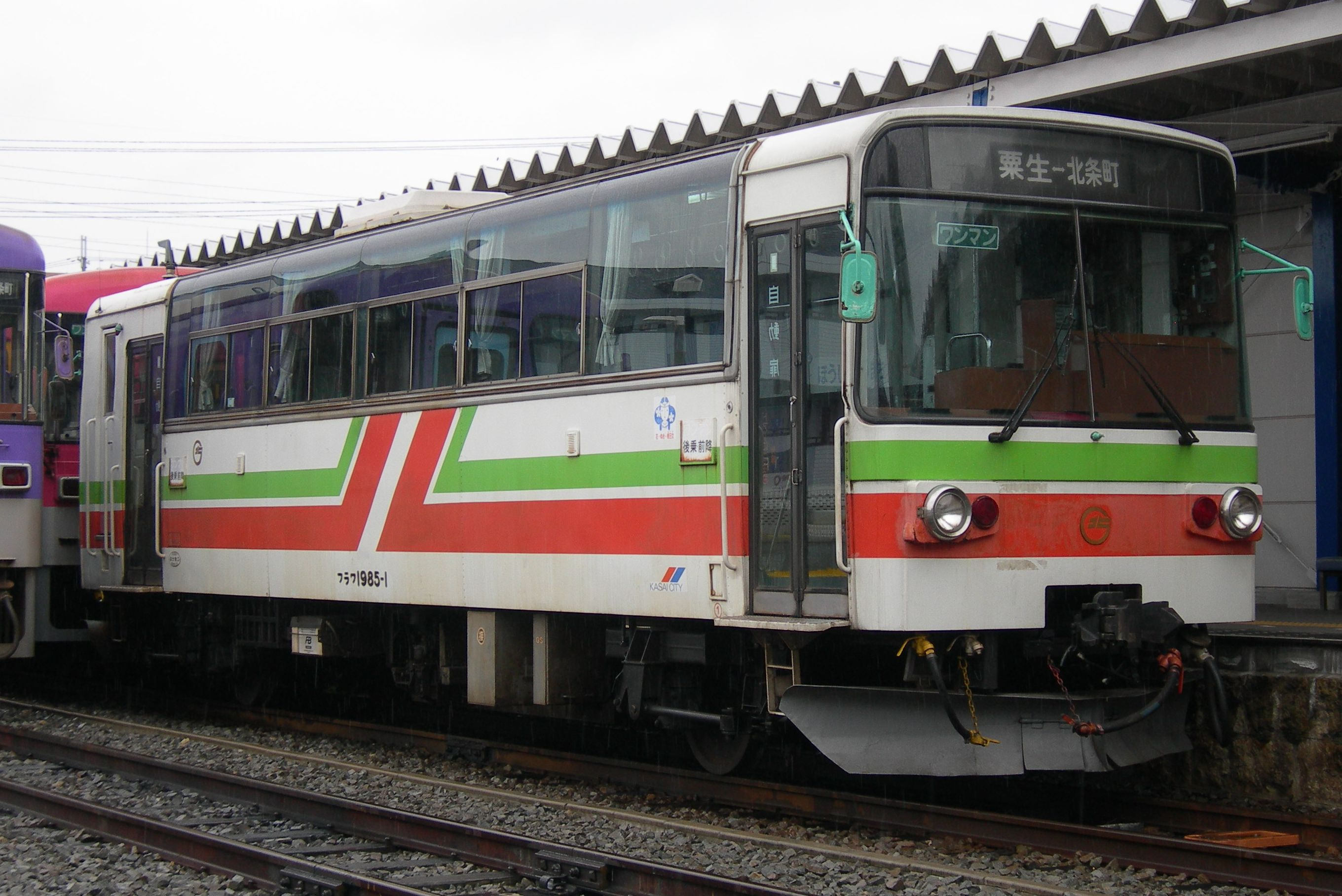
北條鐵道FuRaWa 1985型（フラワ1985-1）
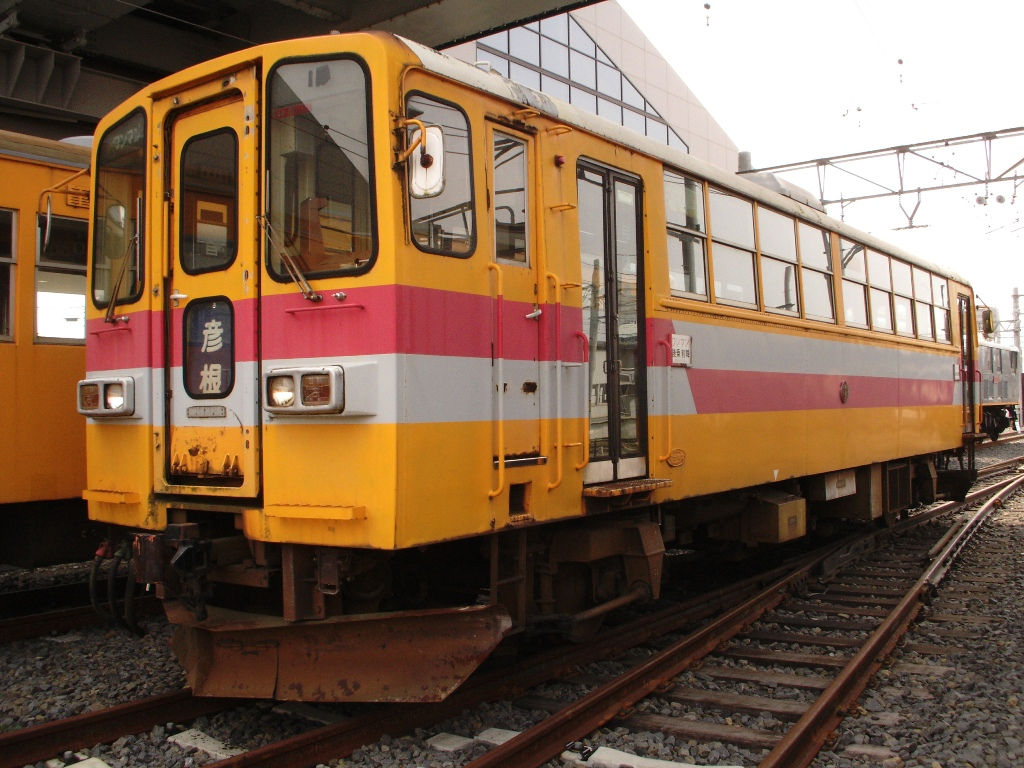
近江鐵道LE10型

### 有轉向架車型
初期的兩軸車在尖峰時段運量不足，但是重聯兩部車運行又不經濟。所以在1985年推出了將車身長度加長到了15.5公尺的車型。轉向架改用雙軸轉向架，其中一個是動力轉向架。發動機改為日產柴油機的 PE6HT，輸出功率提升至230PS/1900rpm。
端面有非貫通式設計和貫通式兩種設計。非貫通式設計端面無貫通門，駕駛員座位在車體的中間。貫通式設計的端面有貫通門。各公司所用的車有些許差異。除了名鐵 KiHa 20型使用兩段式窗戶外，其他車輛上層窗為固定式，下層窗類似遊覽車的窗戶一樣滑動。
- 明知鐵道1型（1985 年）、AKeChi6型（アケチ 6 型）（1989 年）
  - 端面貫通式（標準型，前窗下無遮光，大燈燈箱為圓形）。由於需要行駛於陡坡，本型車為兩軸驅動，且有三種減速機制：發動機剎車、排氣剎車、緩速器。 アケチ1 型無空調。
- 樽見鐵道Haimo 230-300型（1985年）、Haimo 230-310型（1987年）
  - 端面貫通式（標準型，前窗下無遮光，300型的大燈燈箱為圓形，310型則為方形）。與明知鐵道 アケチ1 型同時製造，但較早投入營運。ハイモ230-310在燈箱造型、推拉門等稍有變化。
- 甘木鐵道AR100型（1986年）
  - 端面非貫通式。
- 長良川鐵道1型（1986年）
  - 端面非貫通式。。
- 天龍濱名湖鐵道TH1型（1986年）
  - 端面貫通式（標準型，前窗下無遮光，大燈燈箱為方形）。

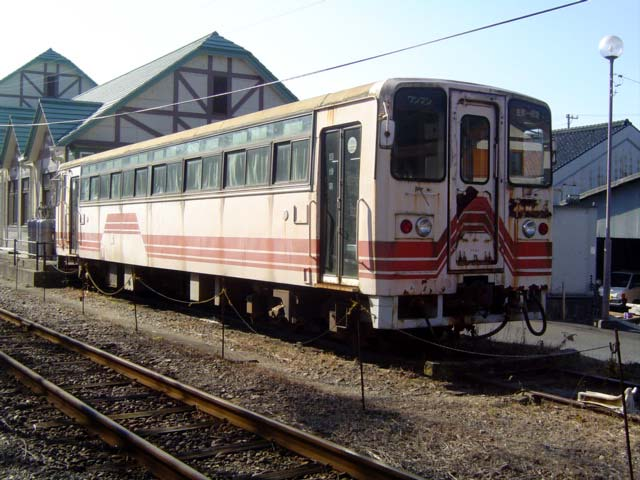
明知鐵道1型
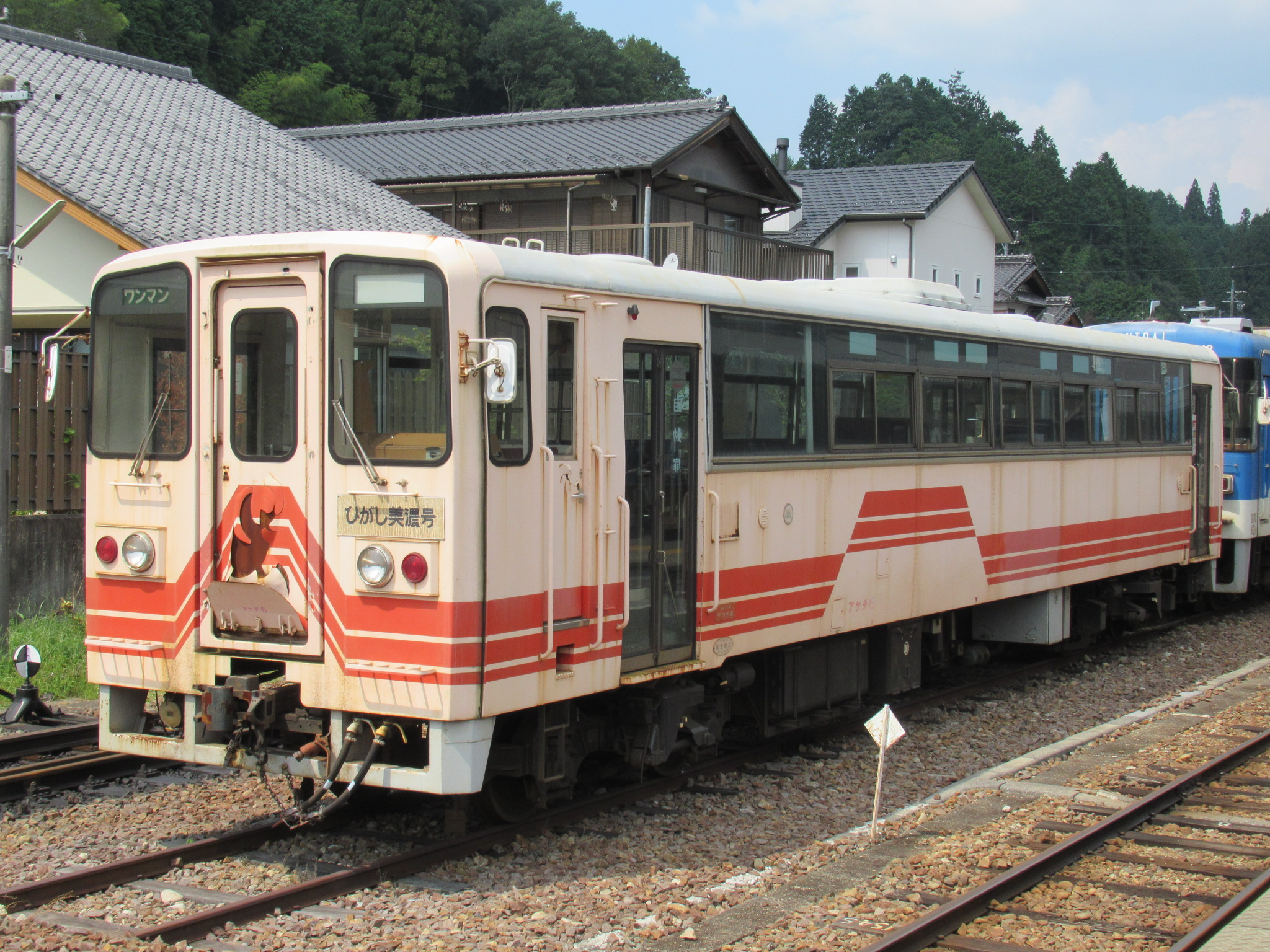
明知鐵道アケチ6
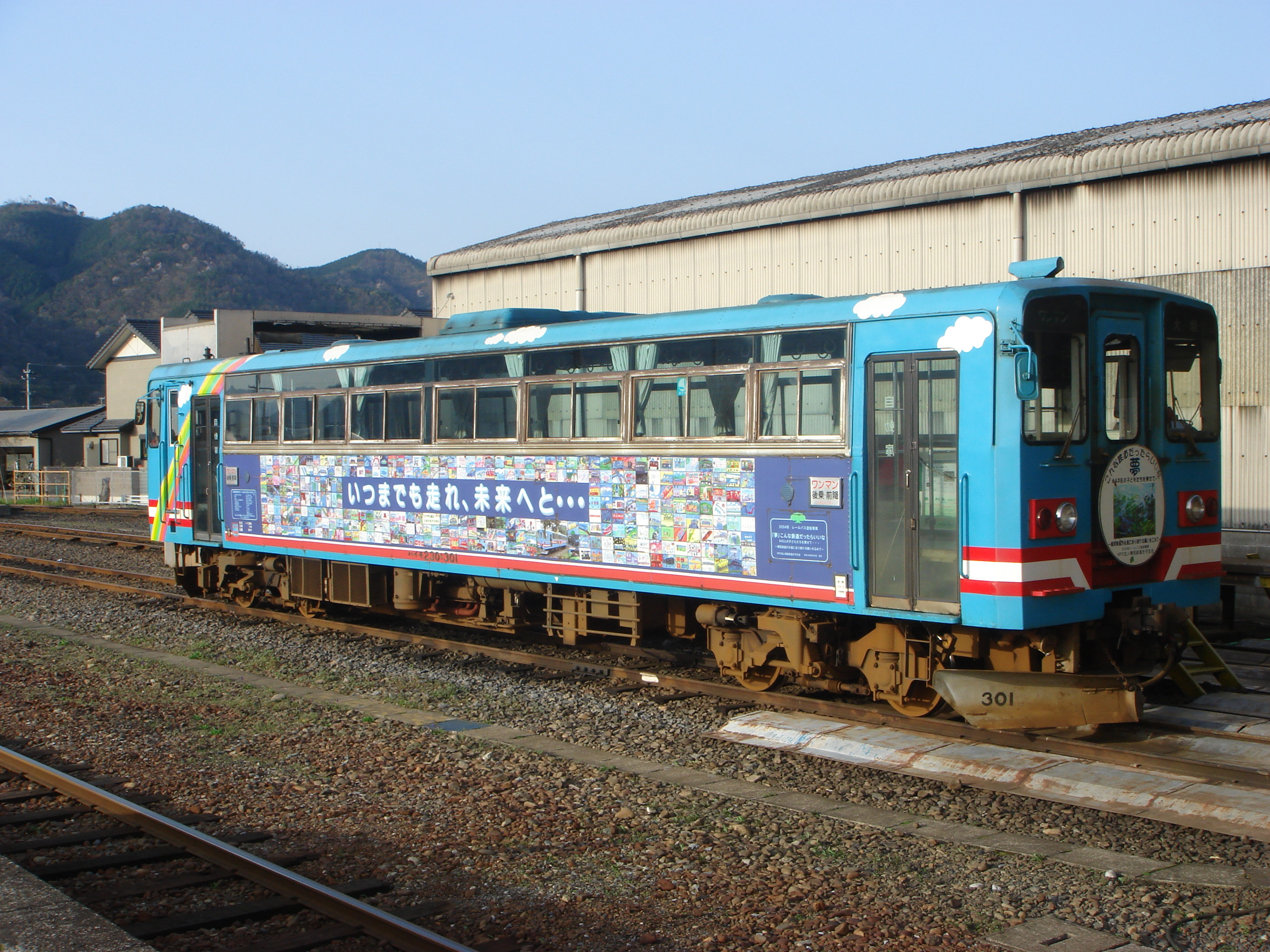
樽見鐵道Haimo 230-301，本巢站
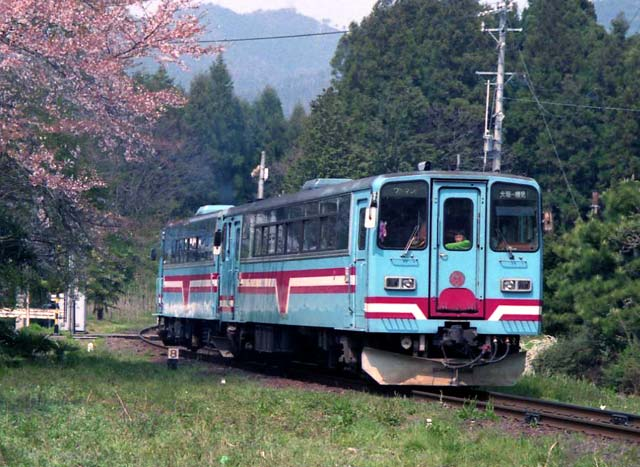
Haimo 230-310型兩輛所編成的列車
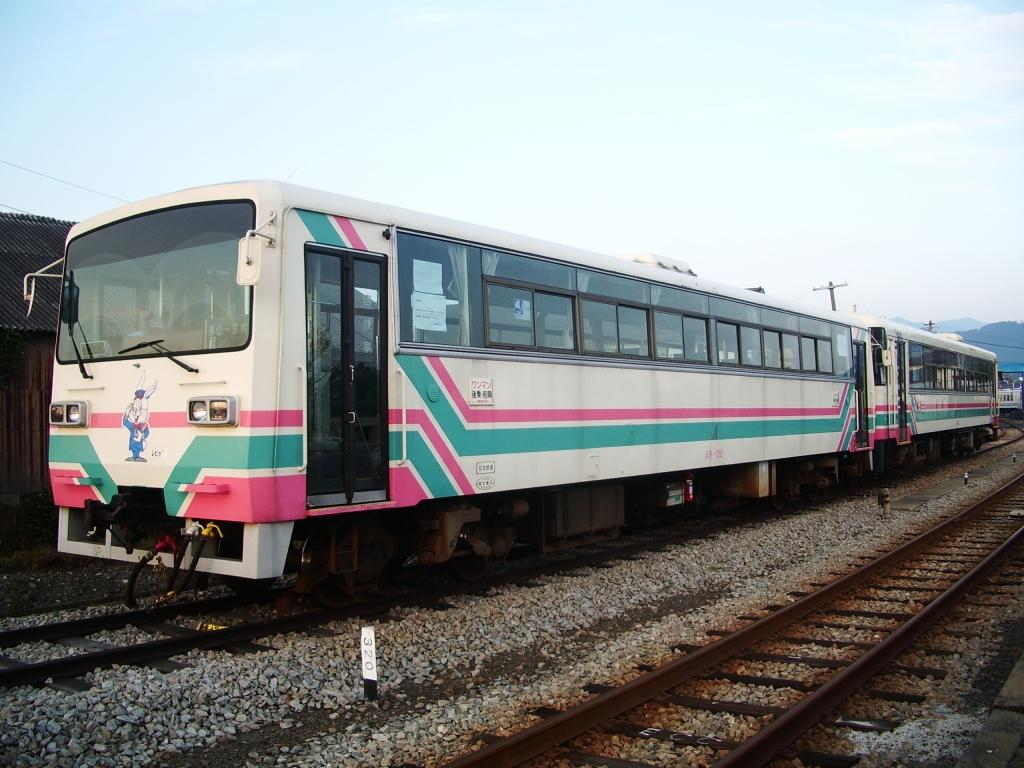
甘木鐵道 AR106（太刀洗站）
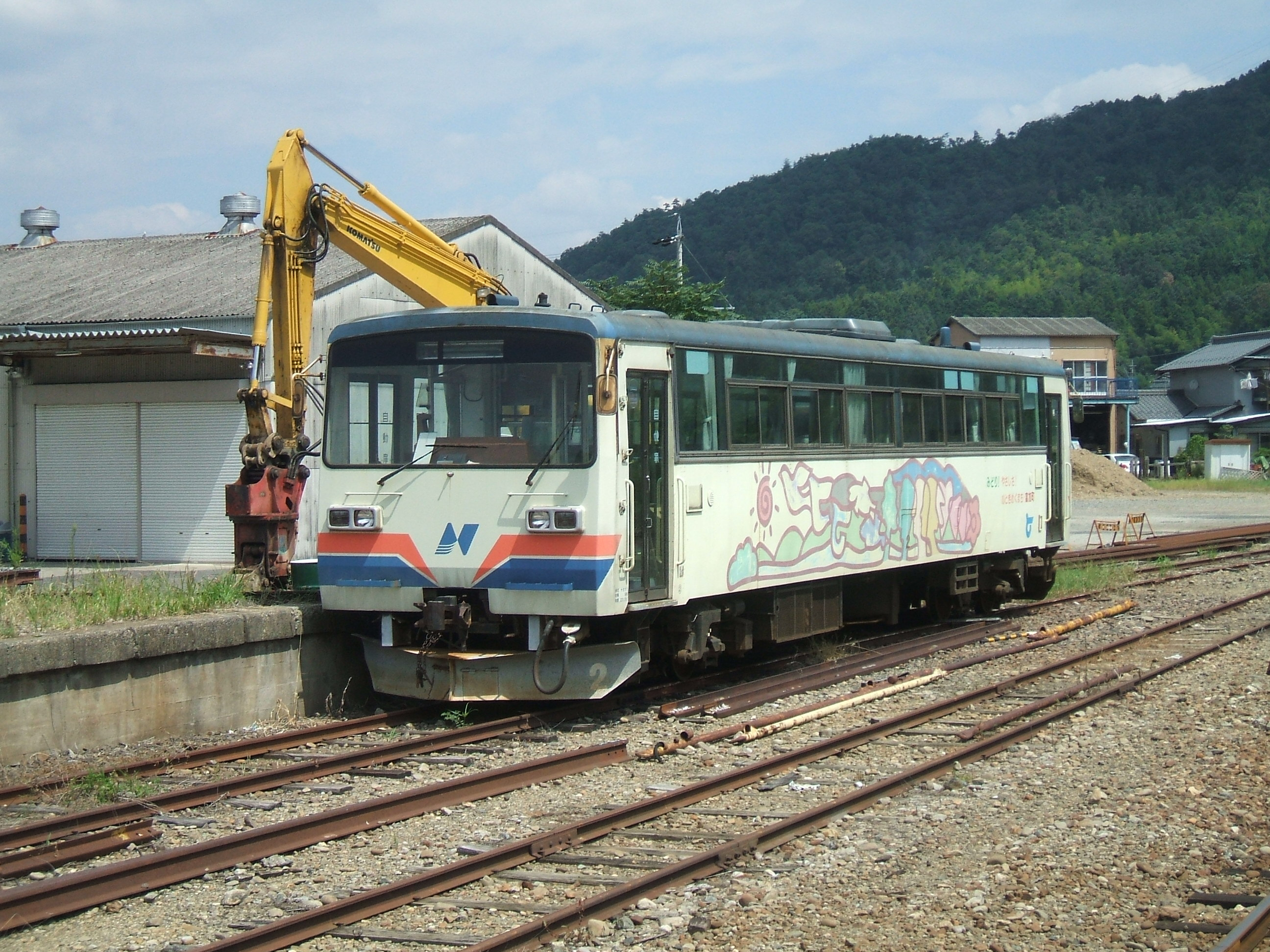
長良川鐵道1型
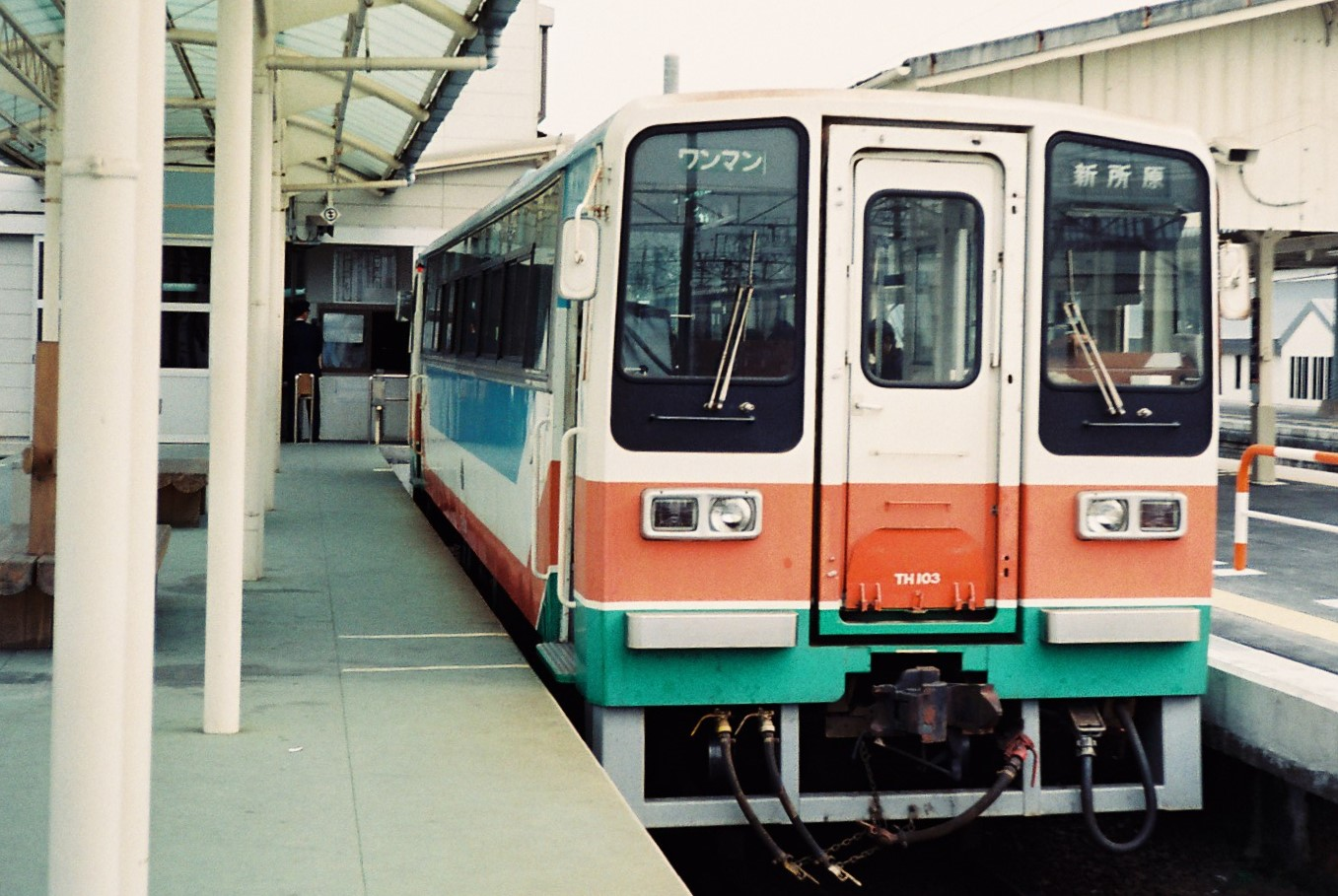
天龍濱名湖鐵道TH1型103號車，掛川站，1989年12月

之後的車輛為端面貫穿式的標準型車，車頭前窗周圍的設計略有改變，前大燈和尾燈由圓形變為方形，與端面非貫通式相似。
- 伊勢鐵道I型（1987年）、II型（1989年）
  - イセI形為端面非貫通式，イセII形則為端面貫通式（標準型，前窗下有遮光，大燈燈箱為方形）。兩者都轉讓給緬甸鐵路。
- 名古屋鐵道KiHa 20型 (1987)
  - 端面貫通式（原型車，大燈燈箱圓形）。車身結構與同公司的 Kiha 10 型相似。轉讓給緬甸鐵路。
- 夷隅鐵道100型柴聯車、200型柴聯車（1987年）
  - 端面貫通式（標準型，前窗下有遮光，大燈燈箱為方形）。
- 真岡鐵道モオカ63形（1988年）
  - 端面貫通式（標準型，前窗下有遮光，大燈燈箱為方形）。裝配小松製作所製造的柴油引擎（出力250PS/1900rpm）。轉讓給緬甸鐵路。
- 渡良瀨溪谷鐵道Wa 89-100型、Wa 89-200型柴聯車（1989年）
  - 端面貫通式（標準型，前窗下有遮光，大燈燈箱為方形）。

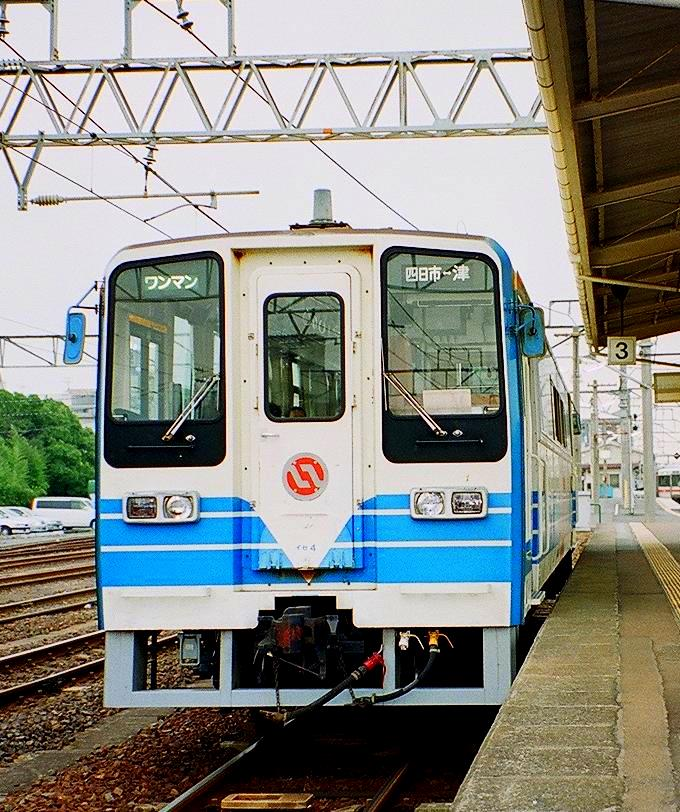
伊勢鐵道イセ2型，四日市站。
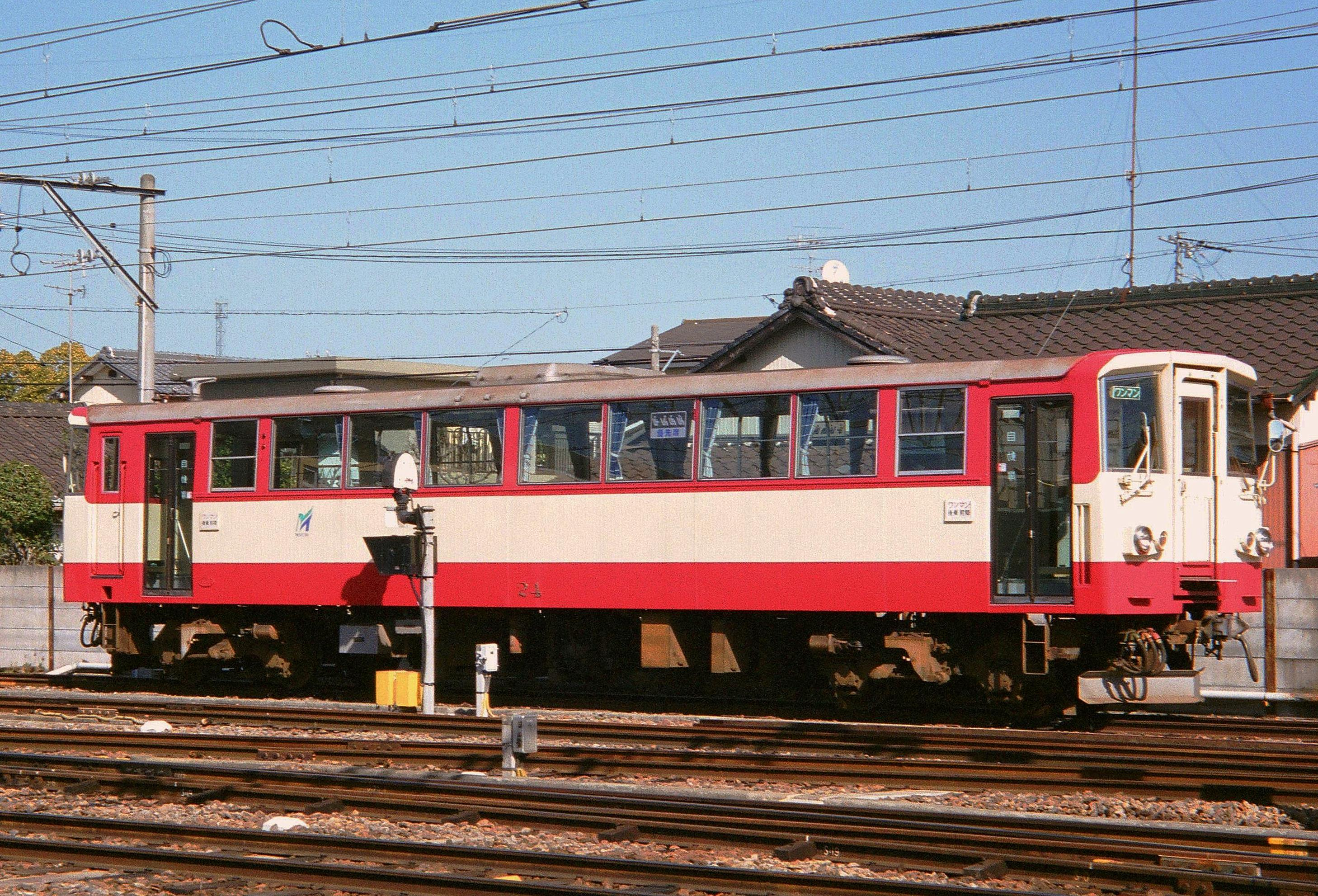
名古屋鐵道三河線的名鐵Kiha 20型，猿投站。
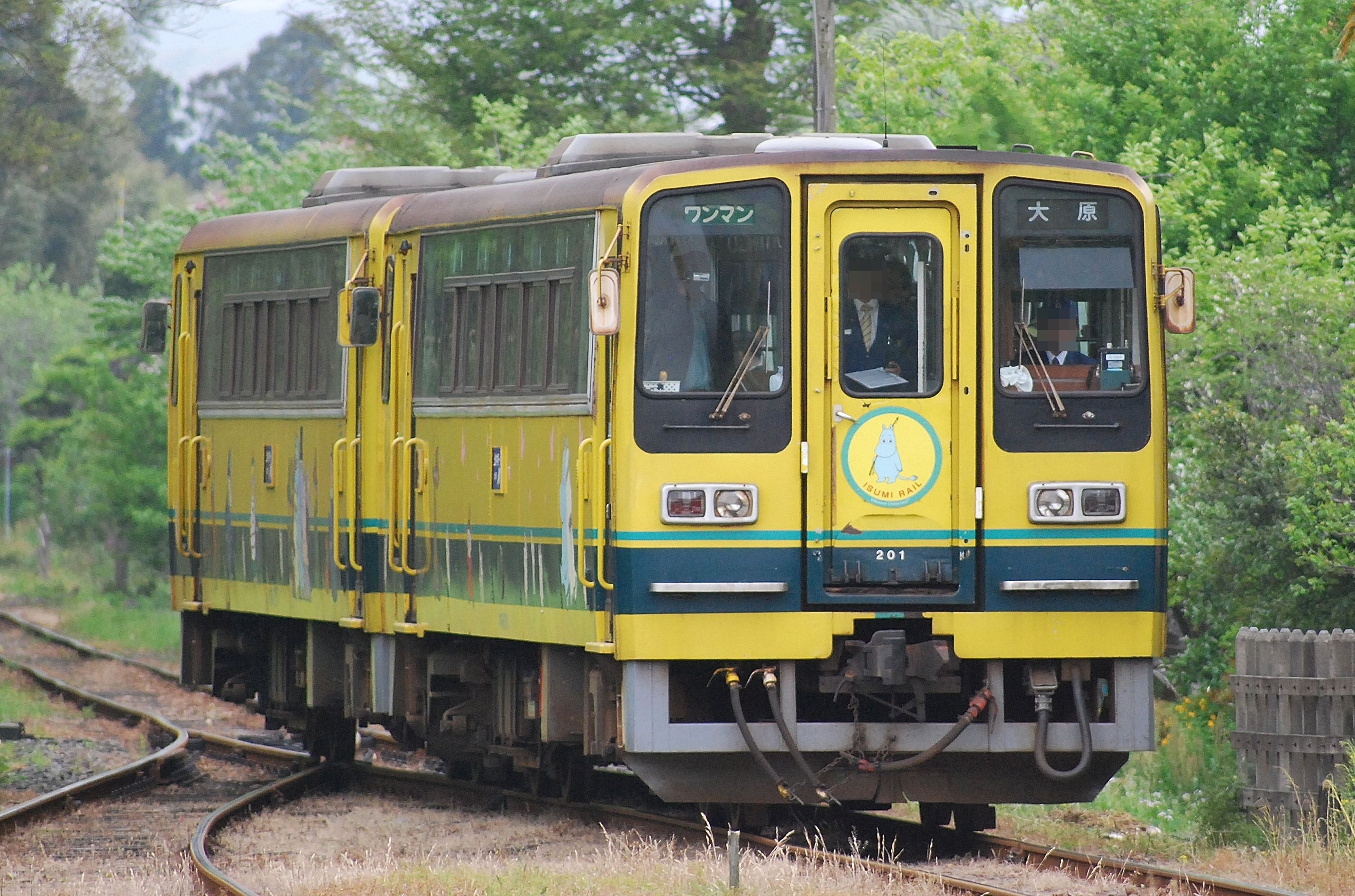
夷隅鐵道 200 型，國吉站。
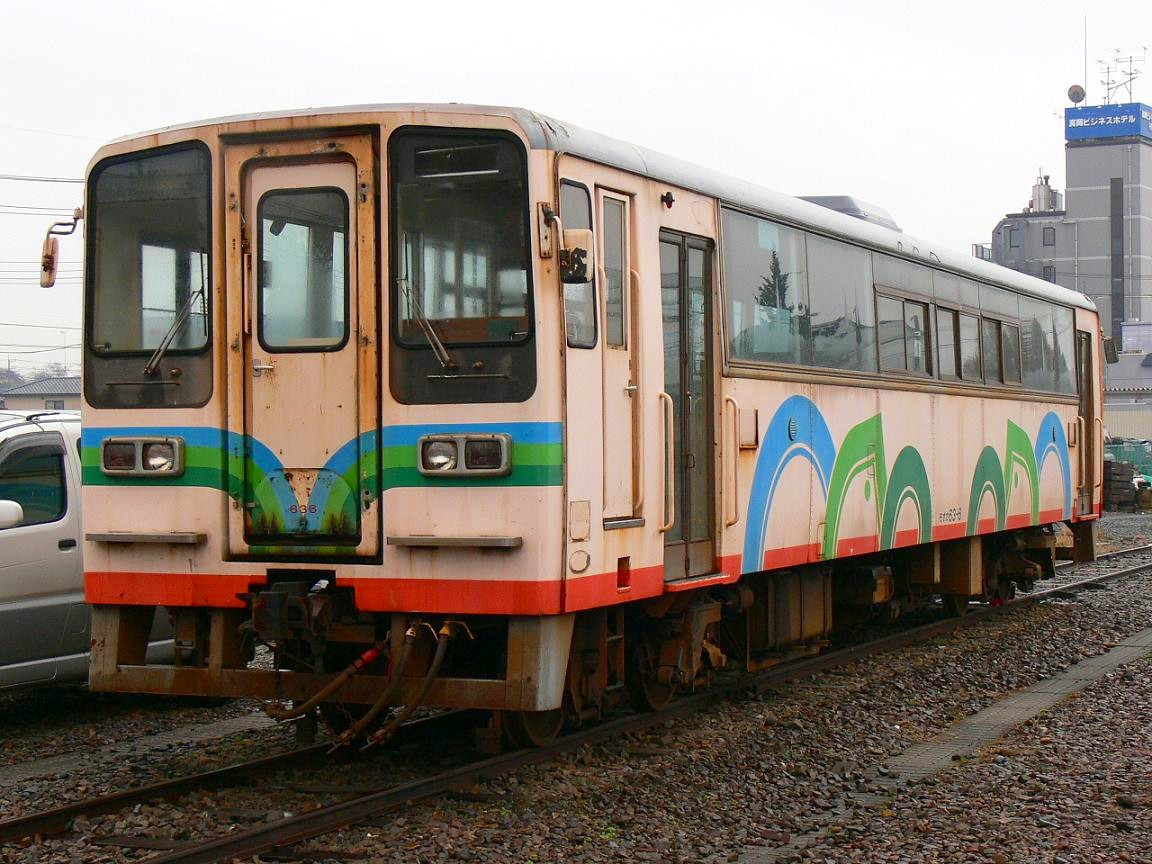
真岡鐵道モオカ63型（63-6號）
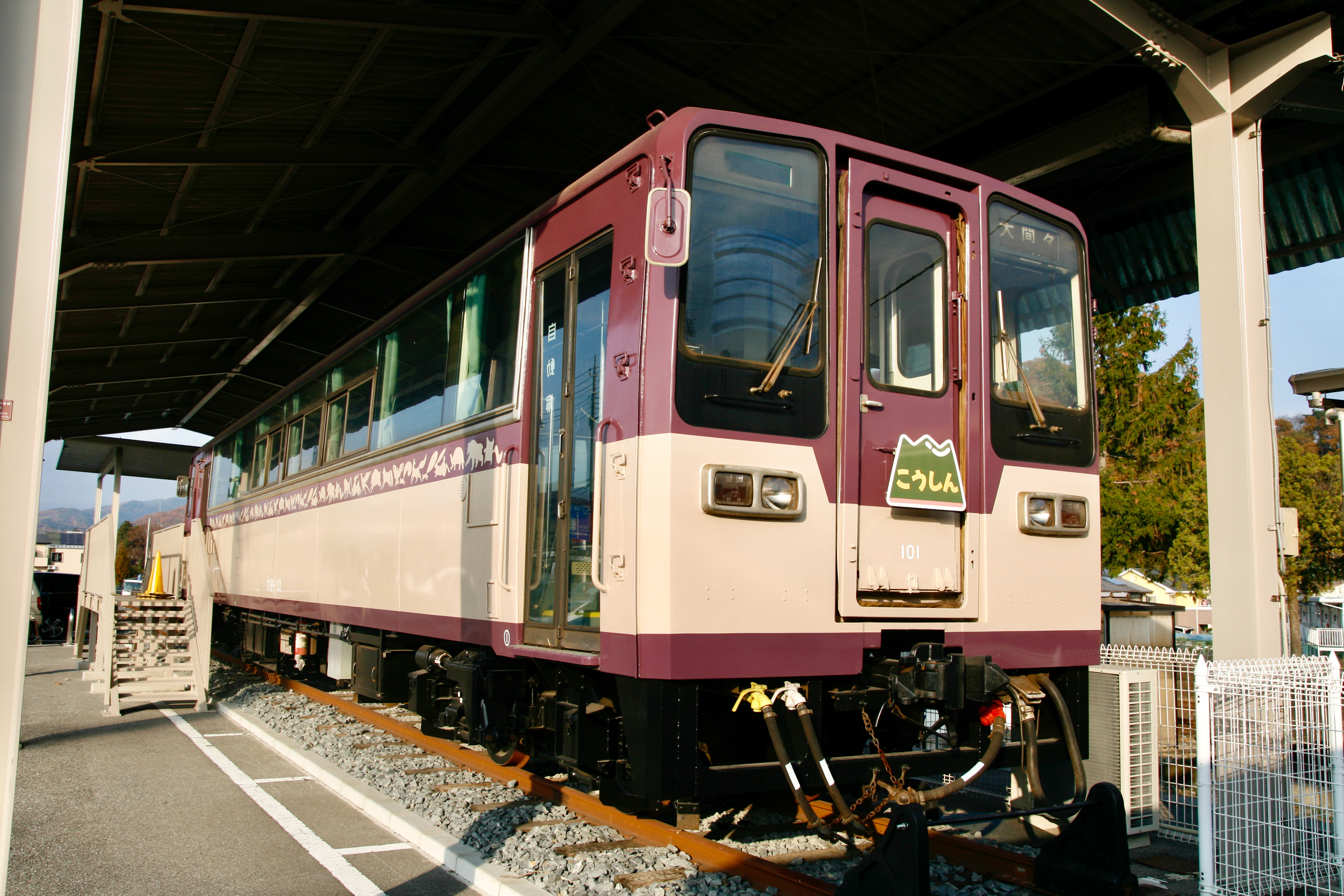
保存在大間站的渡良瀨溪谷鐵道わ89-100型（89-101號車）

## LE-DC 車型
自1987年開始製造。車身改為針對鐵路車輛設計的輕量化車體，車頂較高。端面多為貫通式，且 1988 年以後還出現了使用全景車窗的設計。早期車大部分仍採用上方固定下方水平滑動的窗戶，以及折疊門。但1994年的長良川鐵道200型之後的所有新車，都改為上方固定、下方為上升窗的設計，以及使用推拉門。引擎仍採用日產柴油機的 PE6HT型引擎，但輸出功率提高到了250PS/1900rpm。1998年明知鐵道10型柴油客車以後的車型改用日產柴油機PF6HT型引擎，輸出功率提高到295PS/2100rpm。
- 信樂高原鐵道 SKR200 型 (1987)
  - 端面為貫通式，也是首輛的 LE-DC設計。外觀方面，除車頂上部外，與15公尺等級端面貫穿式的LE-Car一樣。後來有一輛車轉移到紀州鐵道，改編為紀州鐵道KR205型。
- 能登鐵道 NT100 / NT800 型(1988)
  - NT100型為端面為貫通式，側門為推拉門，側窗兩段式，上段為下降式，下段為上升式。
  - NT800型用於特別列車，端面是展望式大片車窗，且僅有單側有駕駛室，轉向架和發動機為標準規格。
- 宮福鐵道（→北近畿丹後鐵道→京都丹後鐵道）MF100 / MF200型（1988年）
  - 端面為貫通式。側門是推拉門。 大燈、尾燈和車頂採獨特的復古造型。使用新潟鐵工所製造的柴油引擎。
- 渡良瀨溪谷鐵道わ89-300型・わ89-310型（1989年）
  - 端面為貫通式。側窗上段固定、下段為上升式。
- 平成筑豐鐵道100、200、300型（1989年）
  - 端面為貫通式。側窗為單片玻璃窗。 200/300型的車身長為18公尺。
- 甘木鐵道AR200 型（1992 年）
  - 除了能登鐵道NT800型以外，LE-DC唯一的端面非貫通式設計，但是端面並非全景窗，而是三片固定式擋風玻璃。側面採用大面積全景式玻璃窗附帶小型滑動窗。轉讓給緬甸鐵路。
- 長良川鐵道ナガラ200型（1994年）
  - 端面為貫通式。側面是推拉門。
- 栗原田園鐵道（日语：くりはら田園鉄道）KD95型（1994年）
  - 端面為貫通式。側面是推拉門。 路線停駛、公司解散後報廢，有兩輛為動態保存。
- 名古屋鐵道キハ30型（1995年）
  - 端面為貫通式。側窗為單片玻璃窗。單側有三個滑門。轉讓給緬甸鐵路。
- 信樂高原鐵道SKR300形（1995年）
  - 端面為貫通式。側窗為單片玻璃窗。側門為推拉門。轉移到紀州鐵道，改編為紀州鐵道KR301型。
- 天龍濱名湖鐵道TH3000型（1995年）
  - 端面為貫通式。側窗為單片玻璃窗。側門為推拉門。
- 紀州鐵道KR301型（2016年轉入）
  - 原屬信樂高原鐵道 SKR300型。
- 紀州鐵道KR205型（2017年轉入）
  - 原屬信樂高原鐵道 SKR200型。

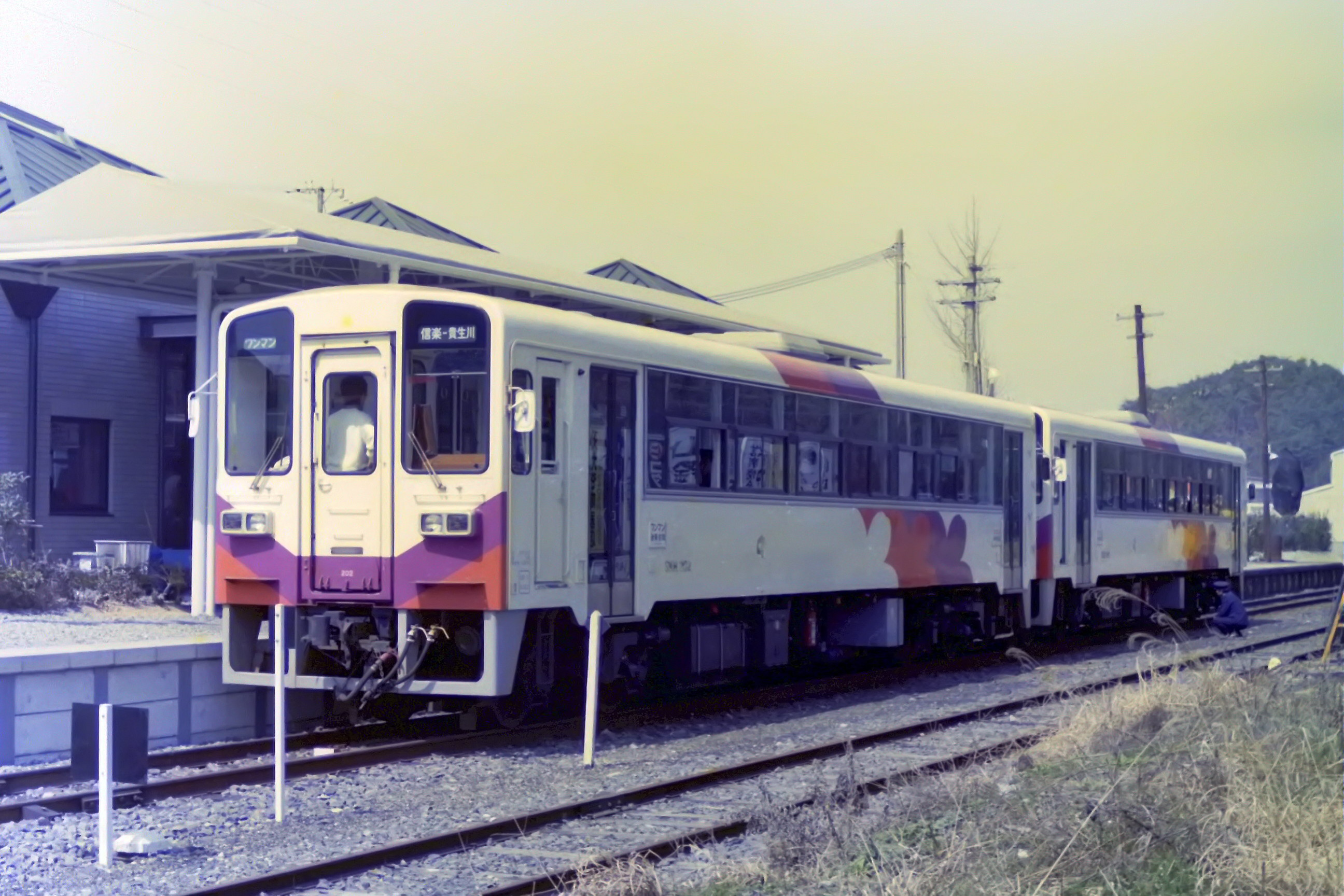
信楽高原鐵道SKR200形
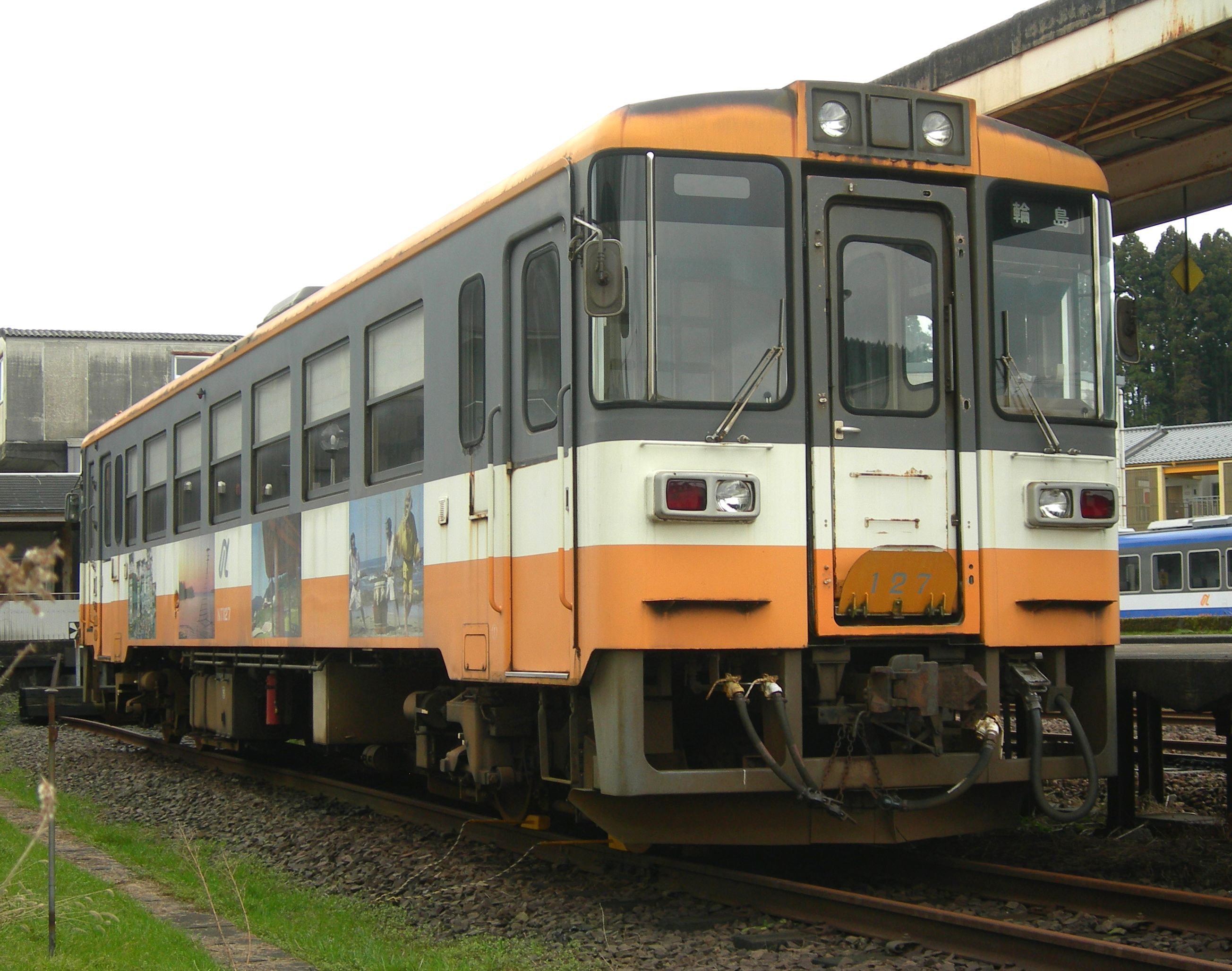
保存在穴水站的能登鐵道NT100型（NT127號車）
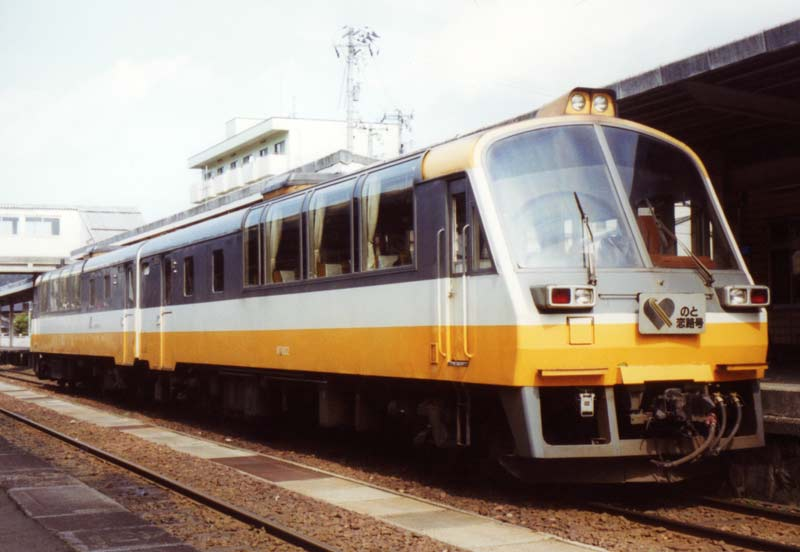
能登鐵道NT800型，穴水站
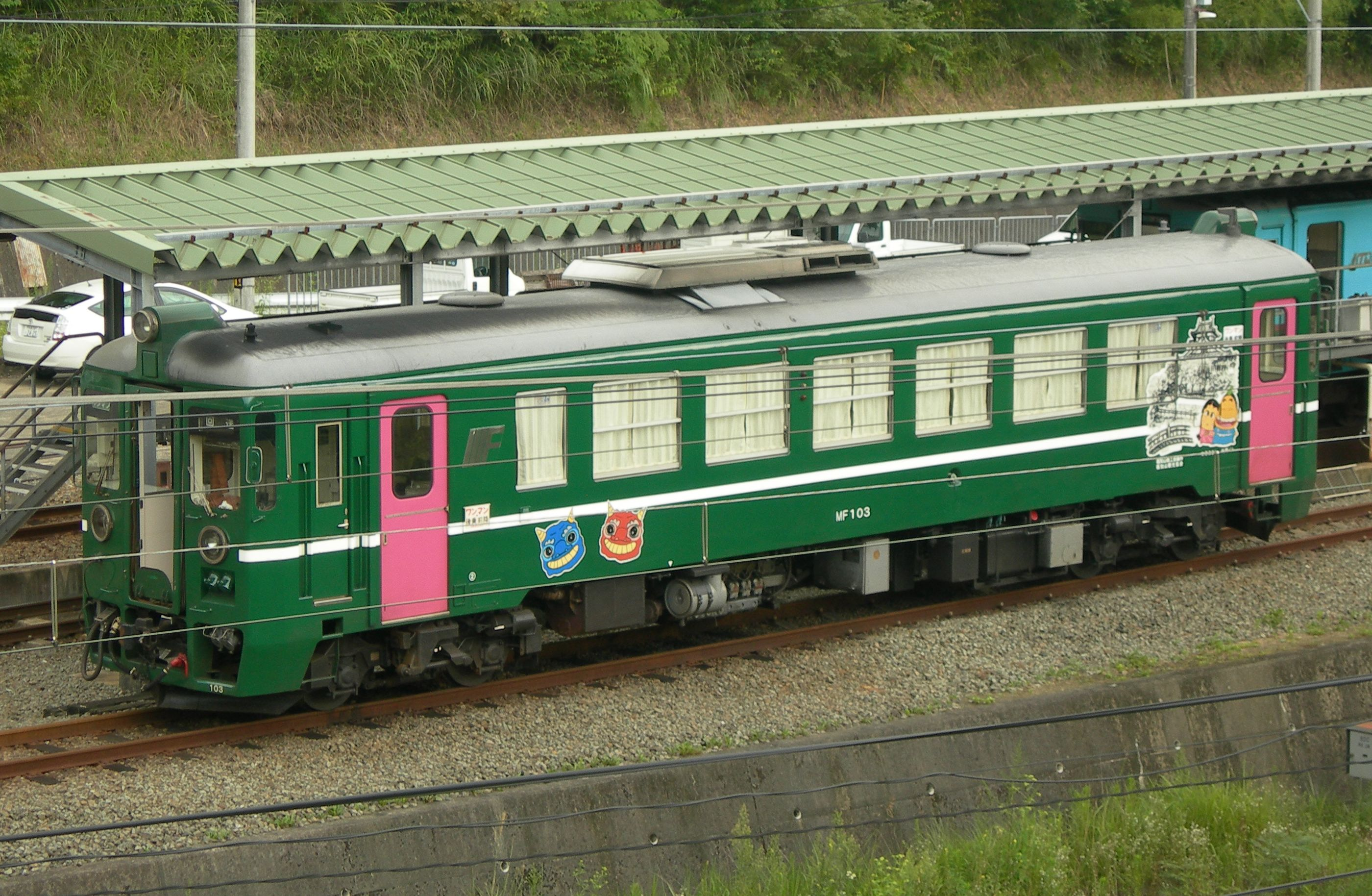
宮福鐵道100型，更新車
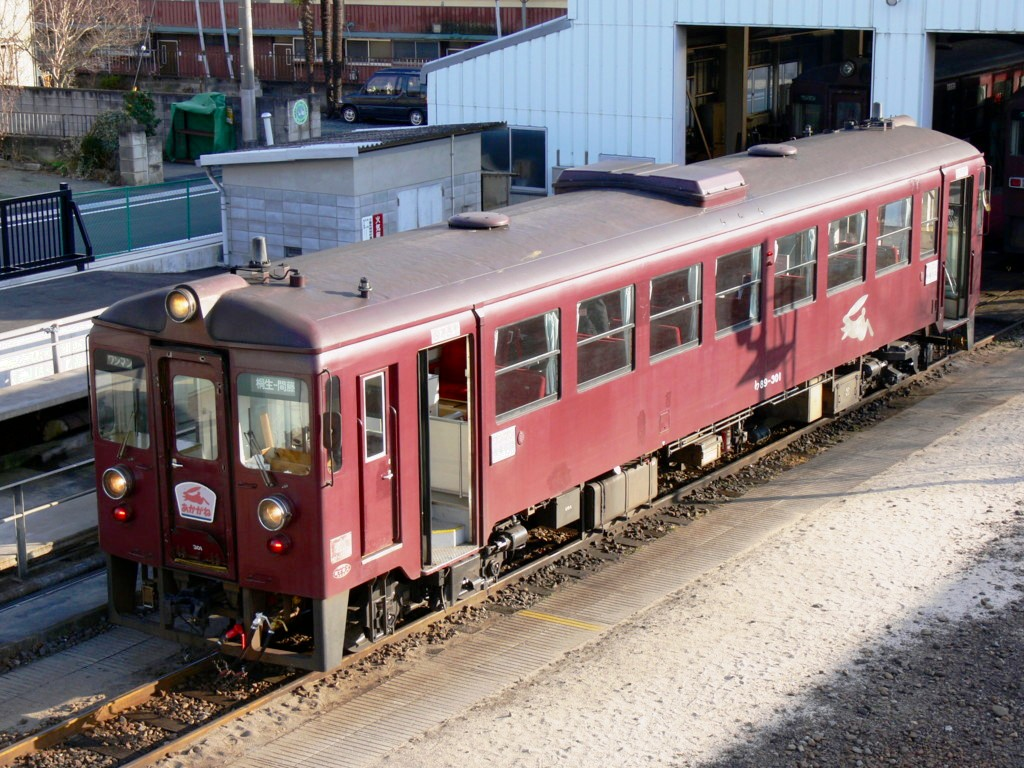
渡良瀨溪谷鐵道わ89-300型（わ89-301），2006年1月
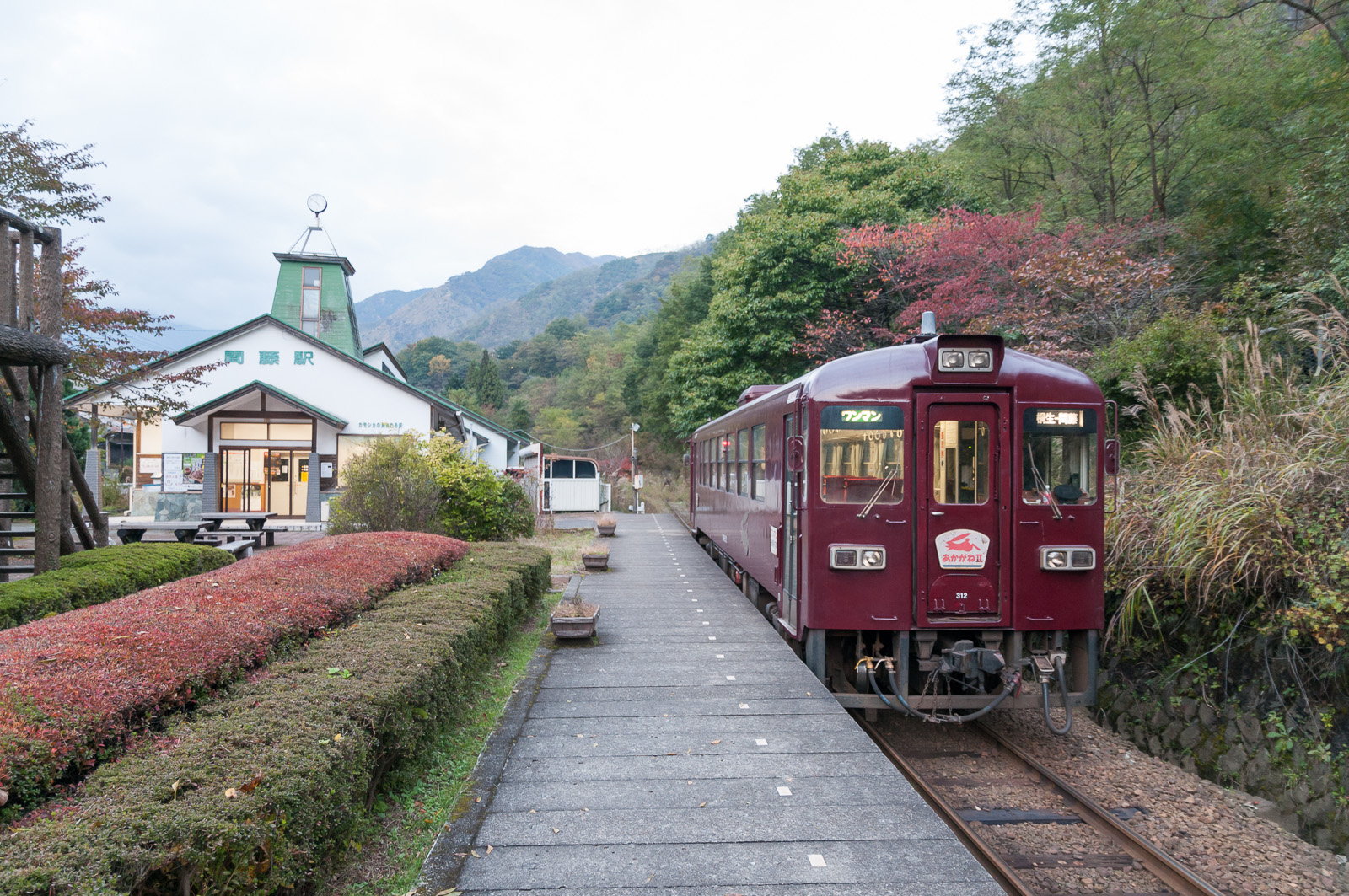
渡良瀨溪谷鐵道わ89-310型（わ89-312），2012年10月
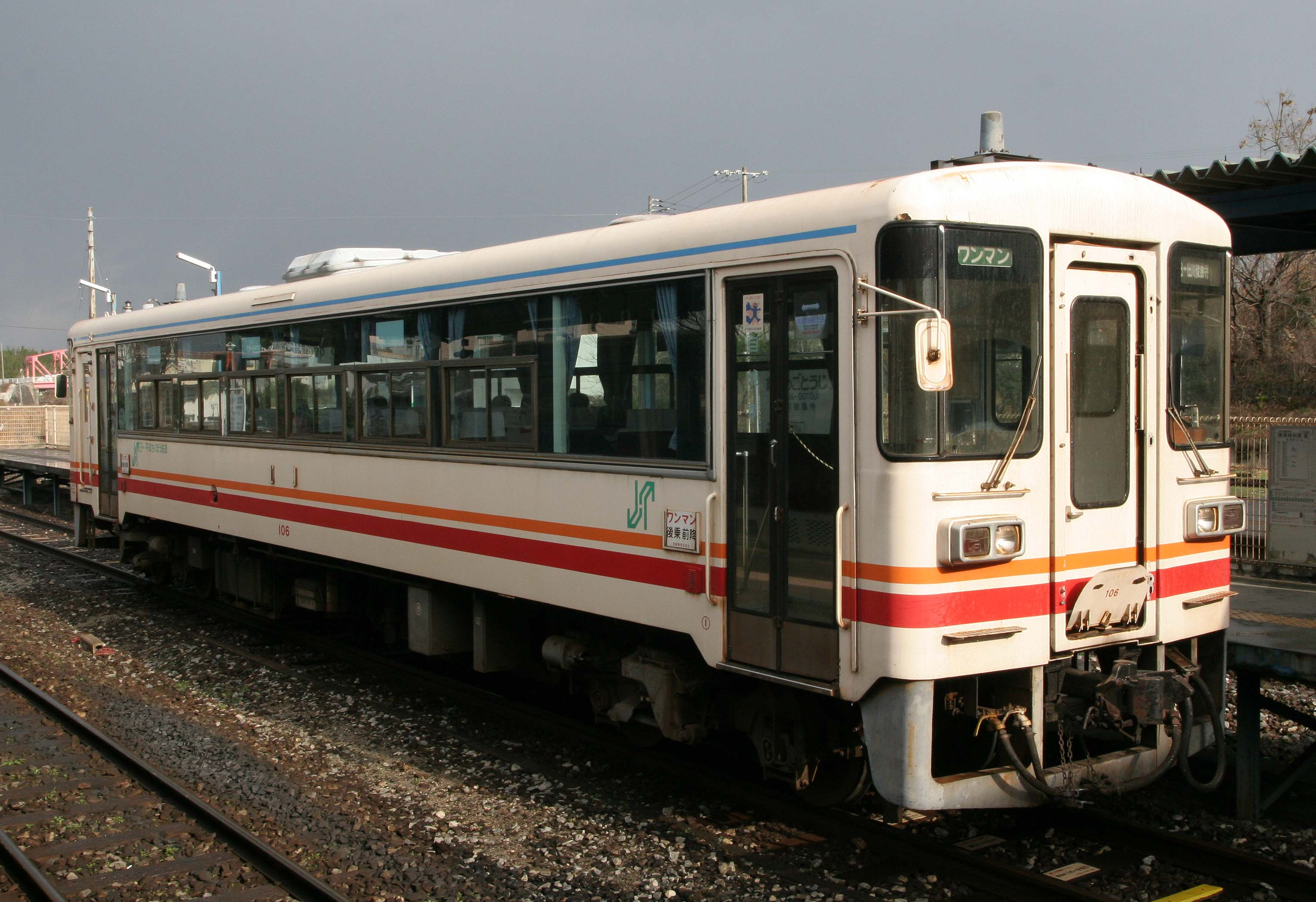
平成筑豐鐵道100型，106號車，田川後藤寺
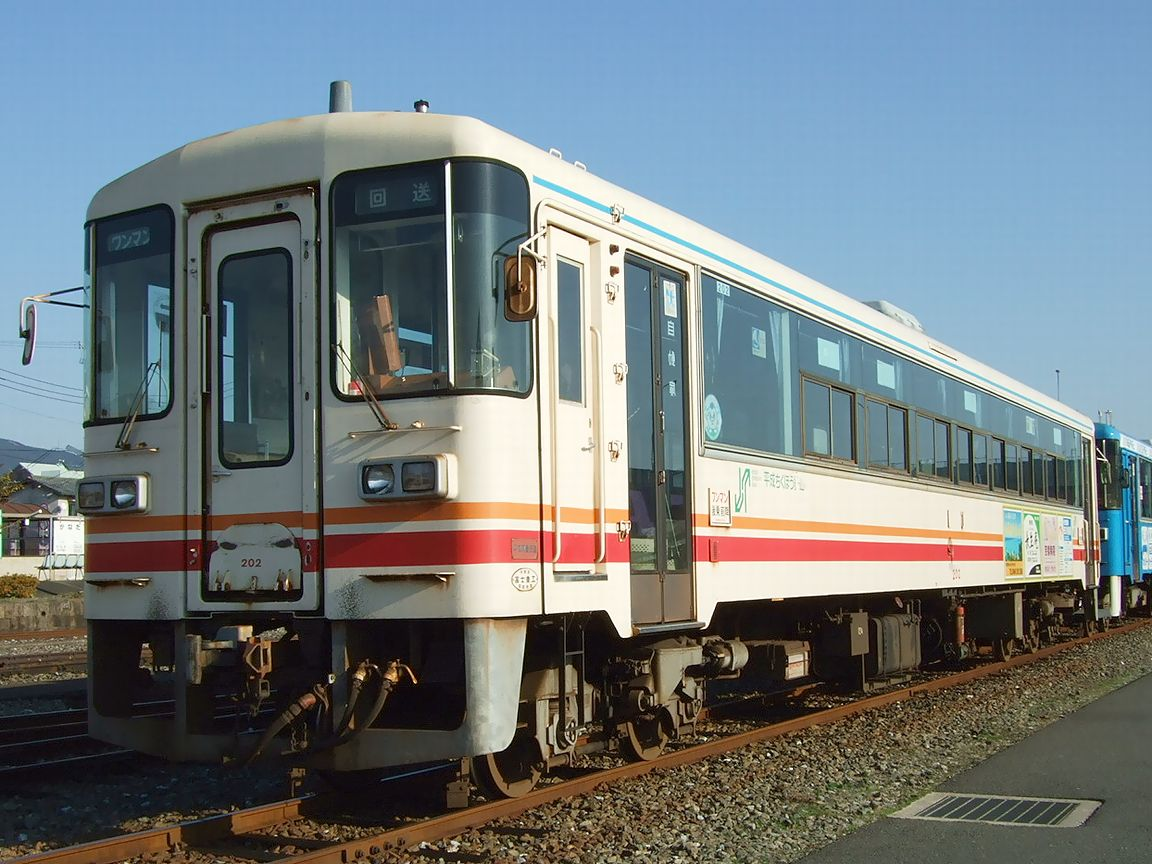
平成筑豐鐵道200型，202號車
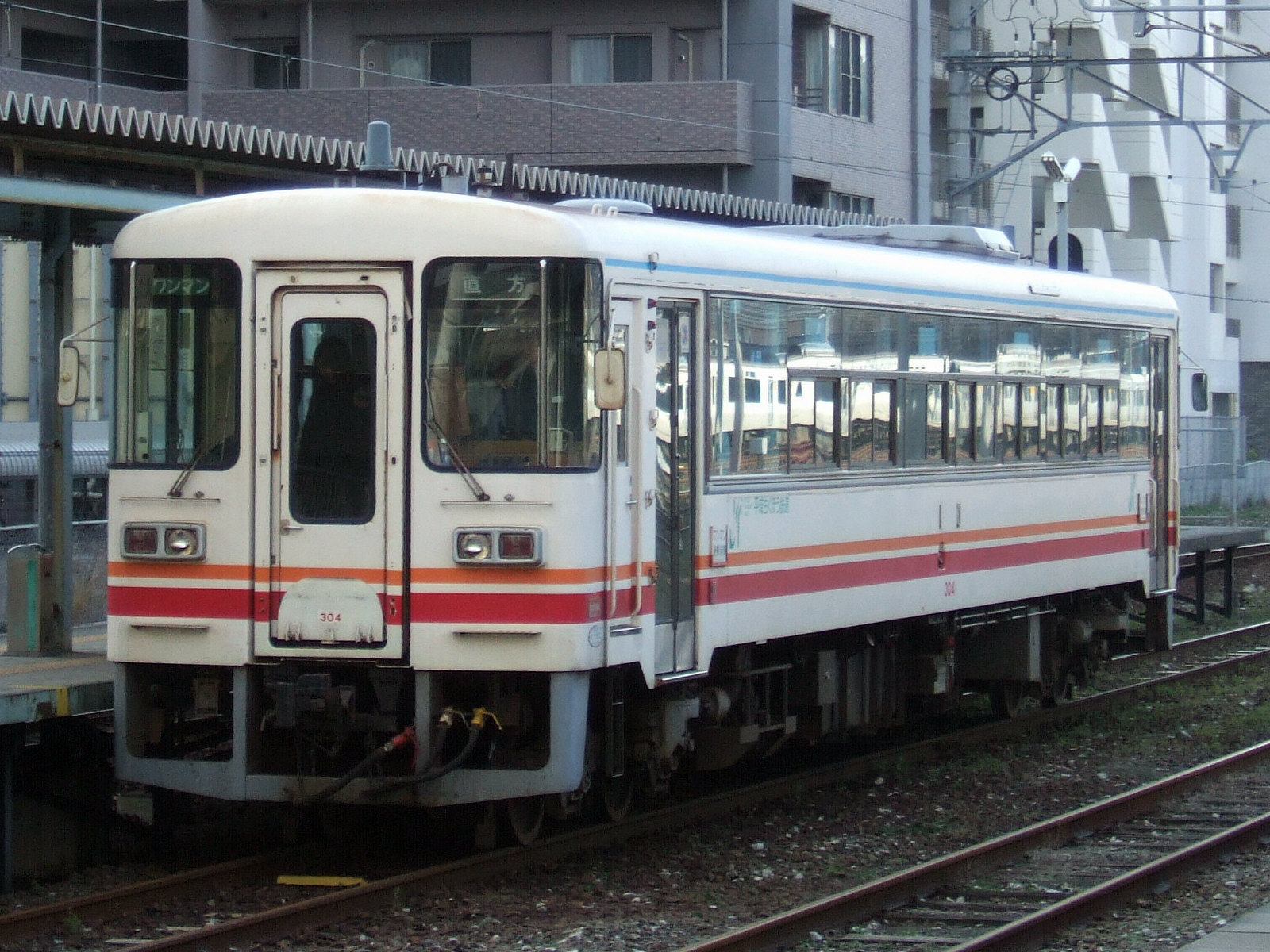
平成筑豐鐵道300型，304號車
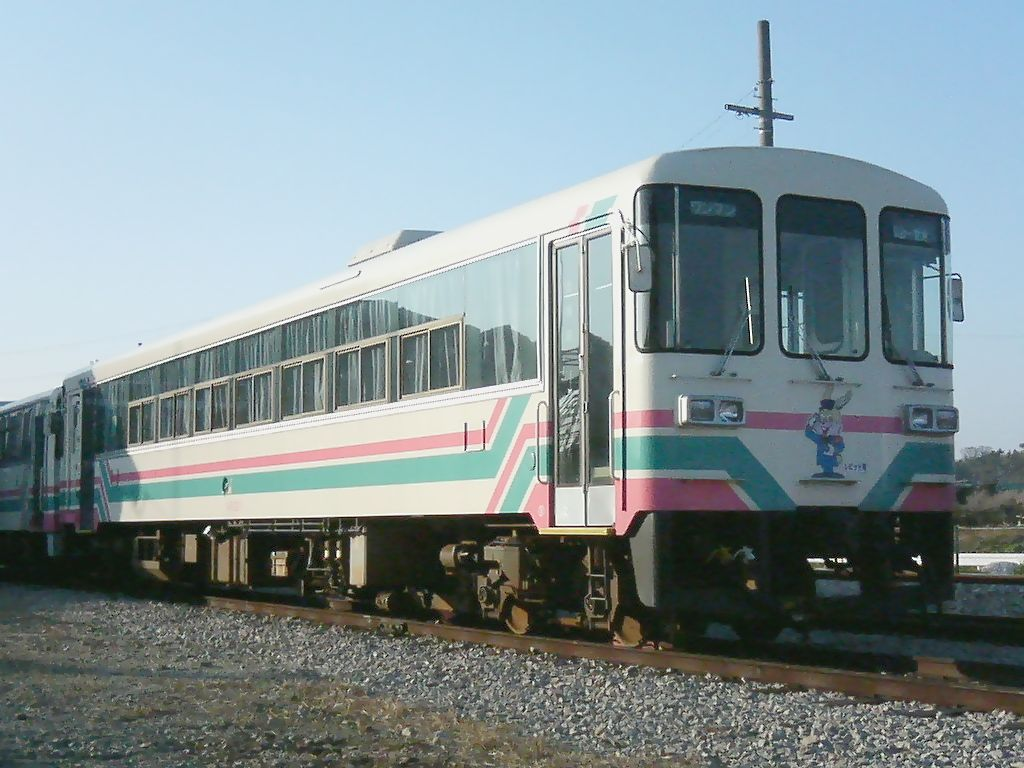
甘木鐵道 AR200型，天城鐵道立新井站
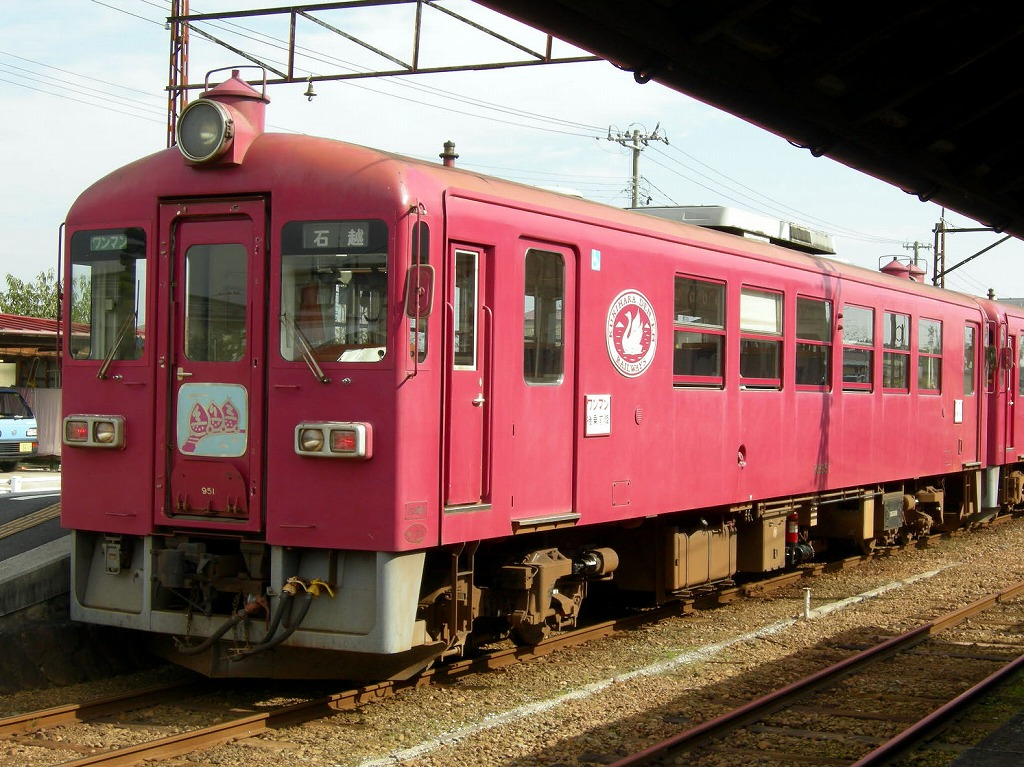
栗原田園鐵道（日语：くりはら田園鉄道）KD95型KD951號
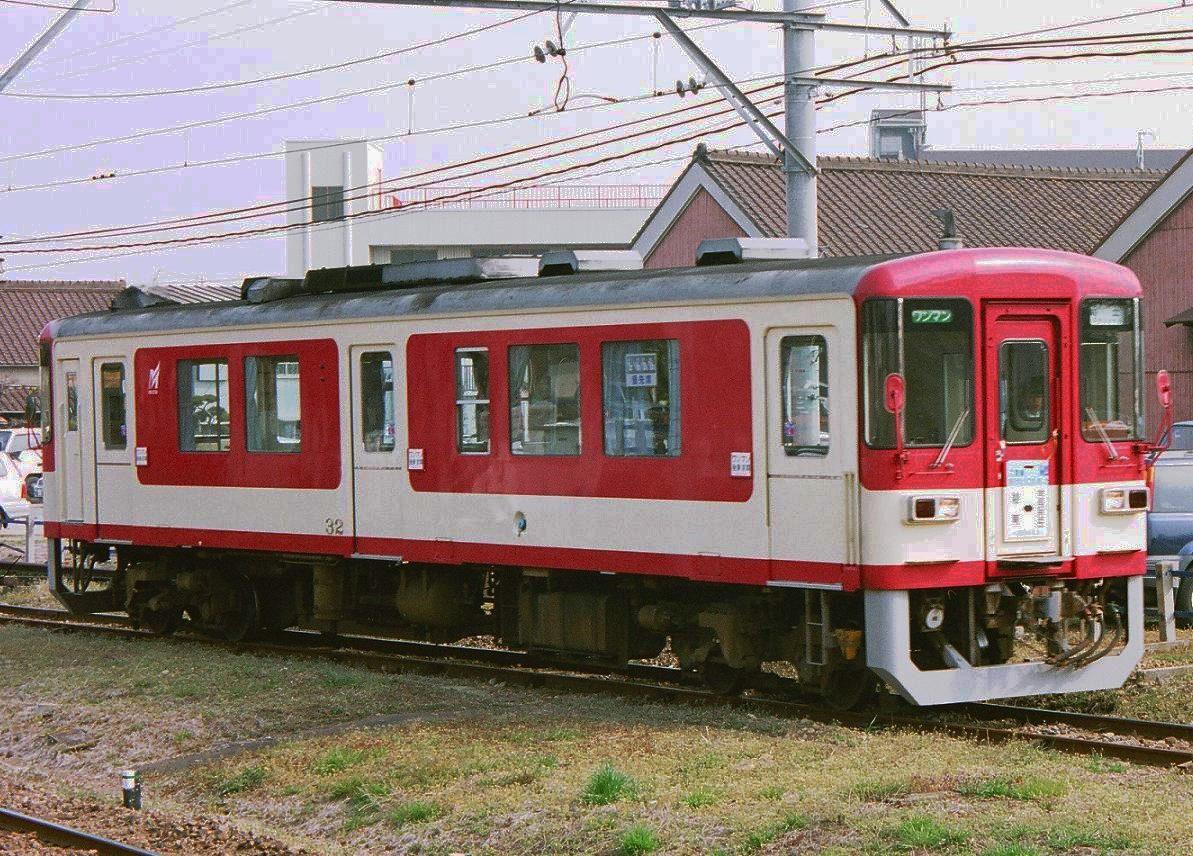
名鐵 Kiha 30 型（32號車），三河線碧南站
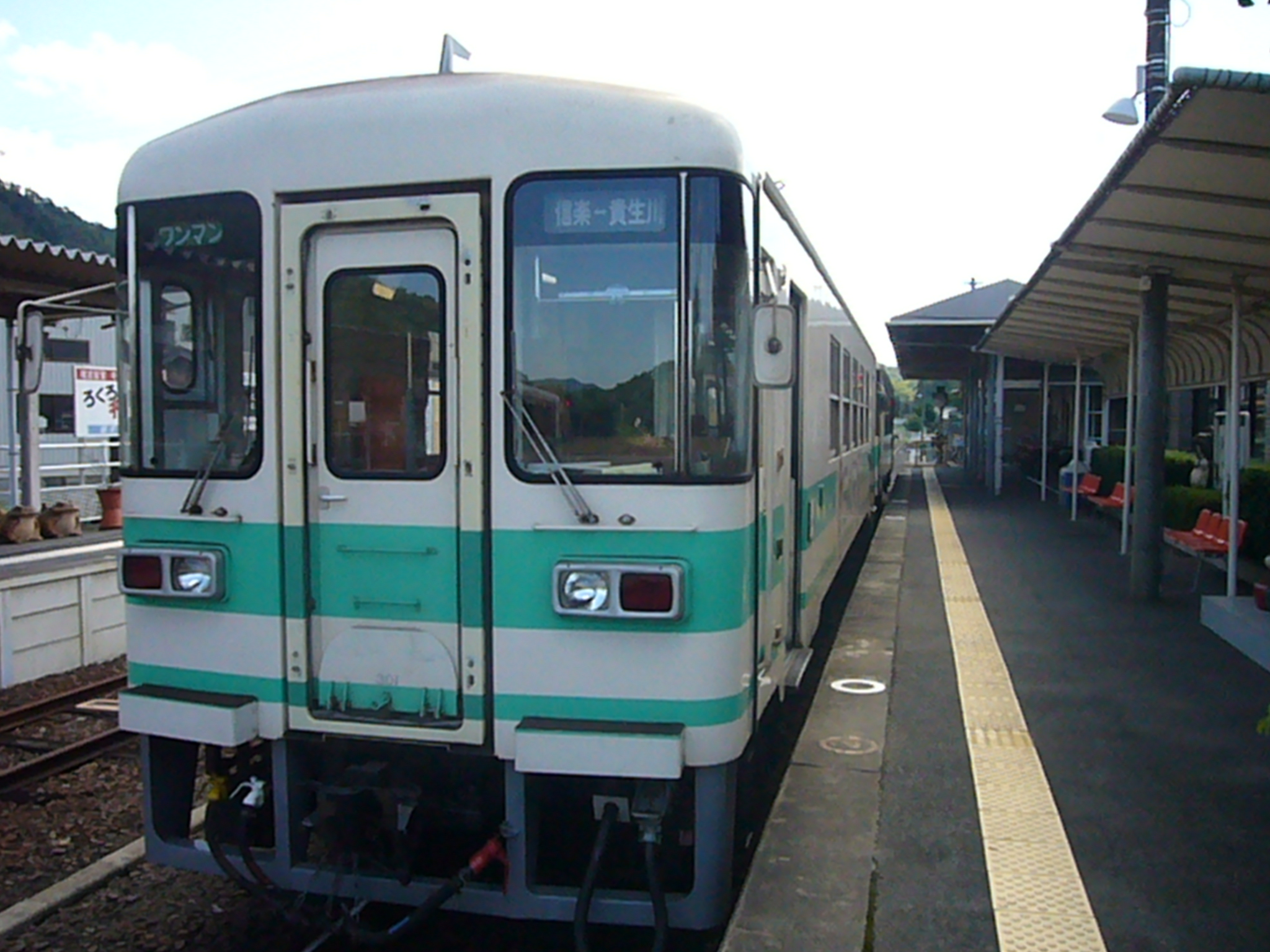
信樂高原鐵道SKR300形
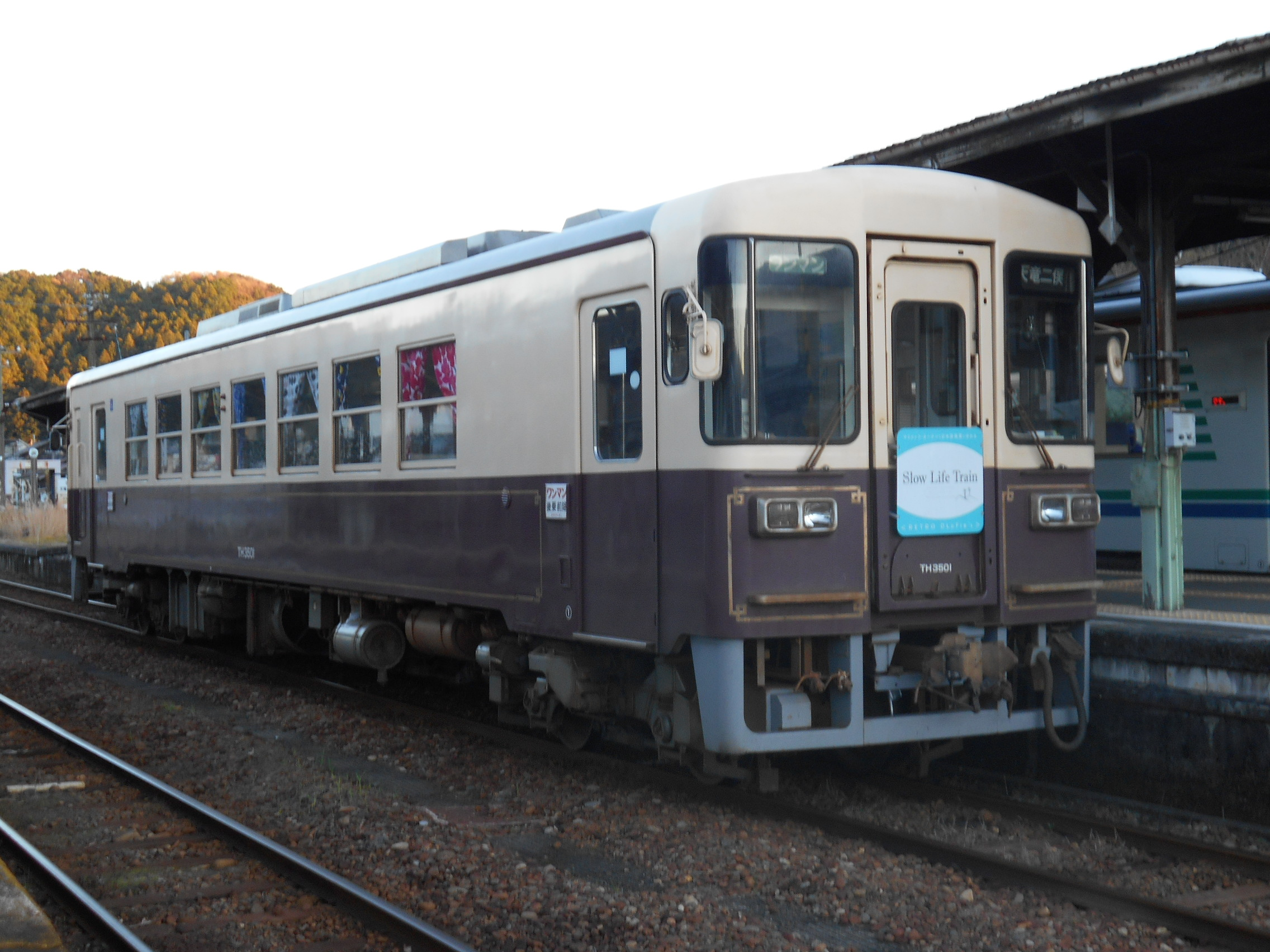
天龍濱名湖鐵道 TH3000 型（TH3501號車）， 天龍二俁站

以下是1998年以後的型式，全部都是端面貫通式設計，採用單片玻璃窗，車側門為拉門，側窗上段固定下段上升窗，引擎出力295PS/2100rpm。
- 明知鐵道10型（1998年）
- 三木鐵道300型（1998年）
  - 路線停駛、公司解散，所有車輛轉讓給樽見鐵道、北條鐵道、常陸那珂海濱鐵道。
- 樽見鐵道Haimo 295-310型（1999年）
- 樽見鐵道Haimo 295-610型（2009年接收）
  - 原屬三木鐵道ミキ 300-105 型。
- 北條鐵道フラワ2000型（2000年）
  - 原屬三木鐵道300-104 型。
- 常陸那珂海濱鐵道300-103型（2009年接收）
  - 。原屬三木鐵道300-103 型。
- 信樂高原鐵道 SKR310型（2001年）
- 甘木鐵道AR300 型（AR301 - AR303）・AR400型（2001年）
- 長良川鐵道3型(1998年)

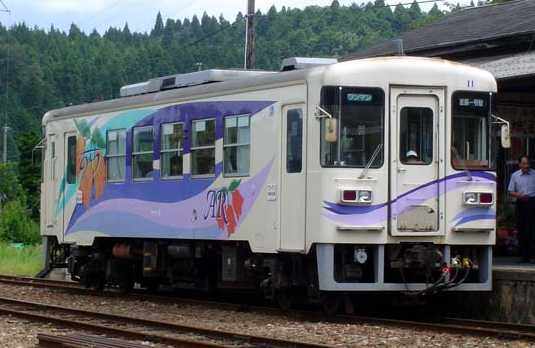
明知鐵道アケチ10型
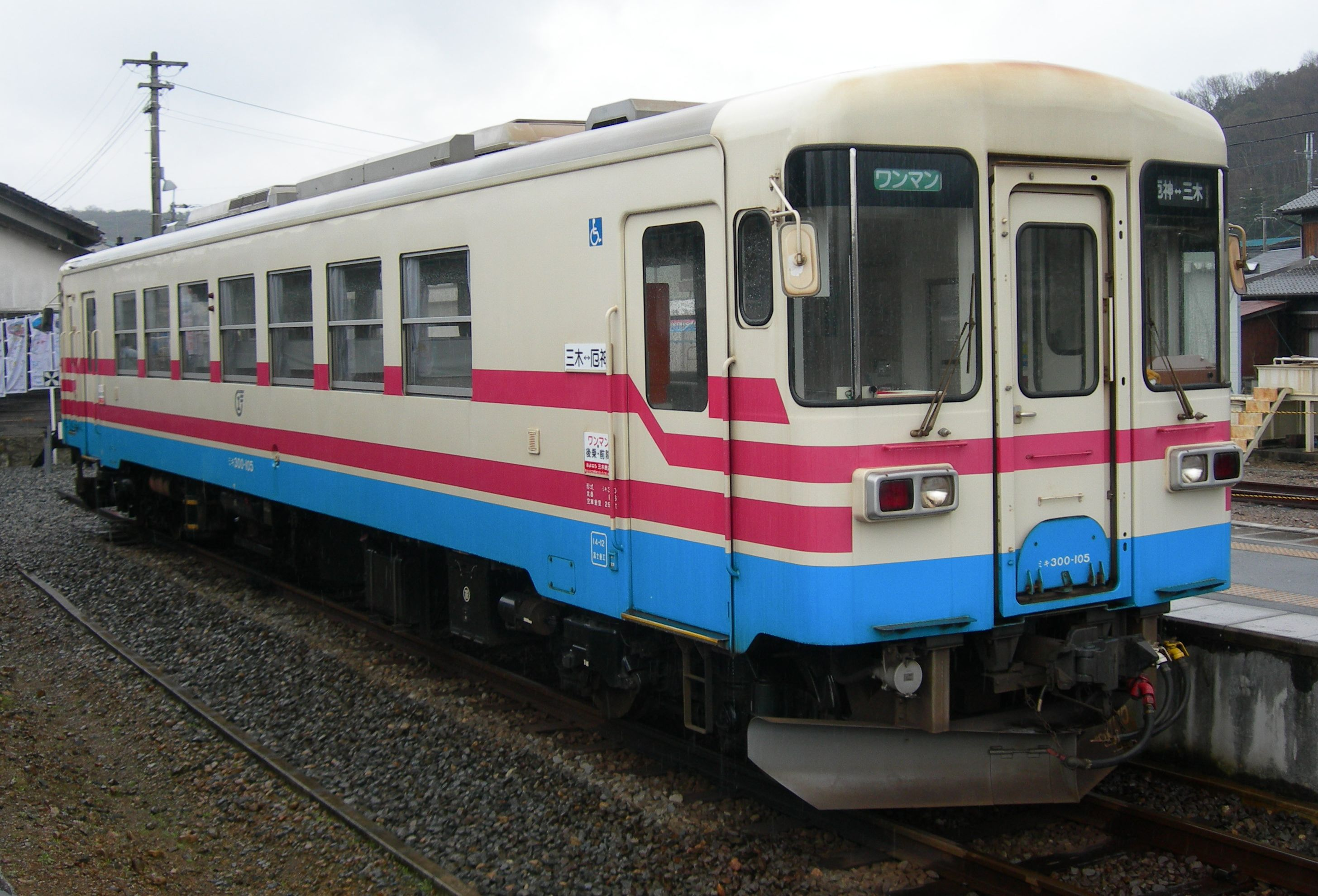
三木鐵道ミキ型，ミキ300-105號車。
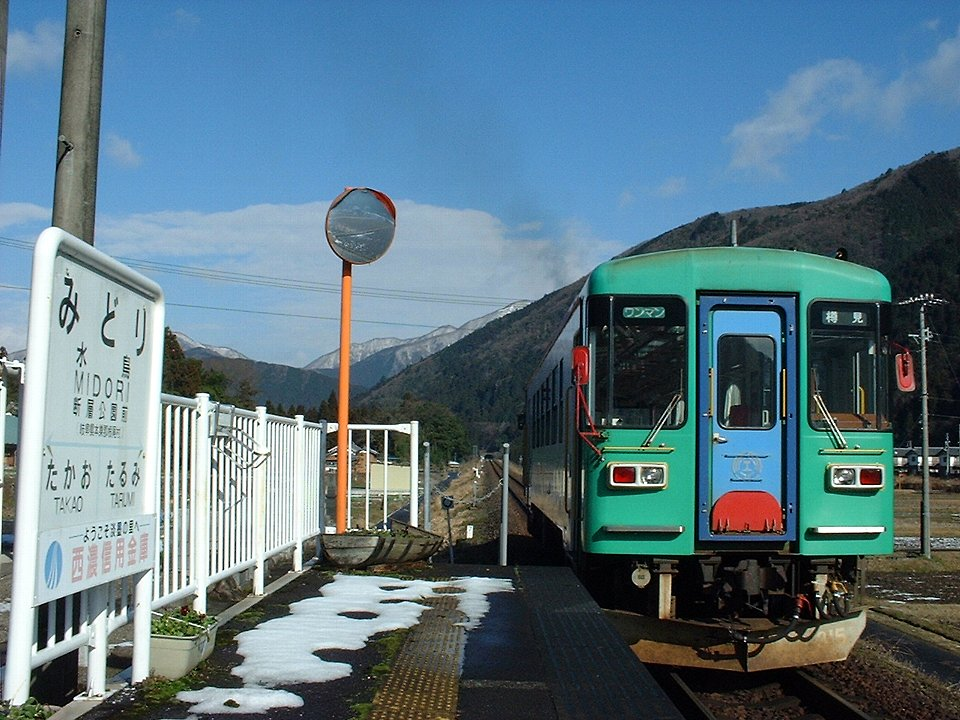
樽見鐵道ハイモ295-310型（ハイモ295-315，水鳥站）
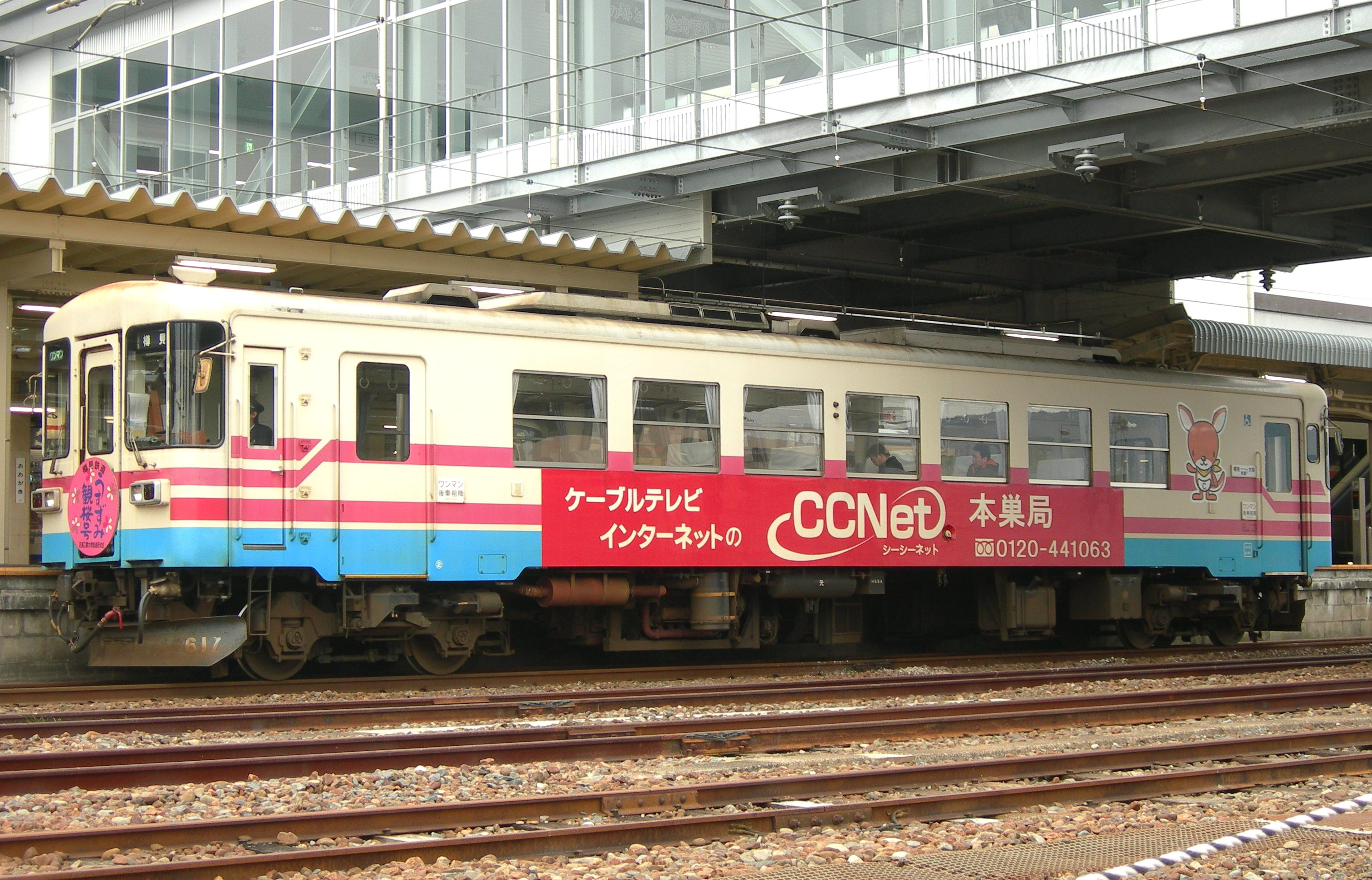
樽見鐵道ハイモ295-610型（ハイモ295-617，原三木鐵道ミキ300-105）
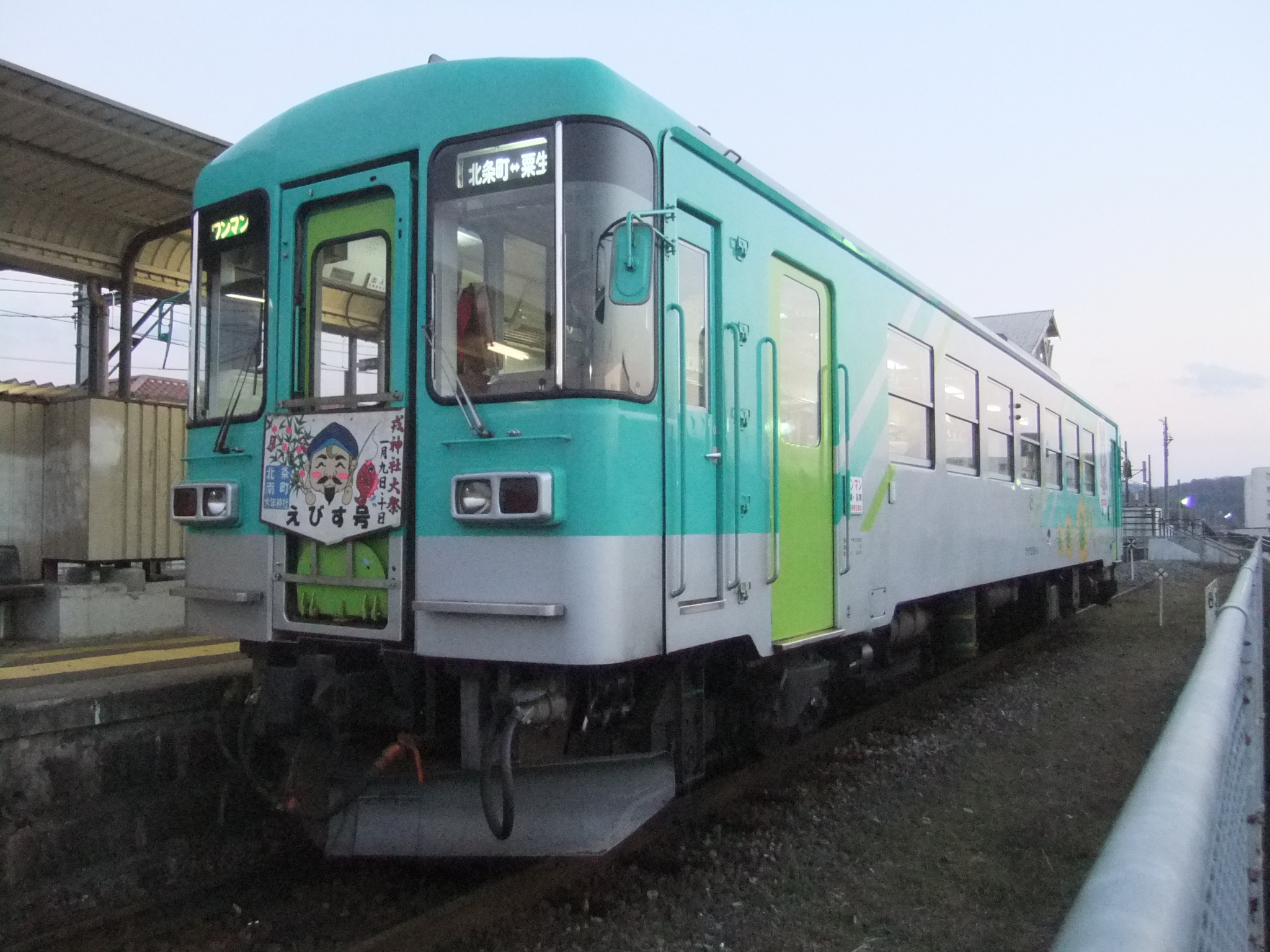
北條鐵道フラワ2000型（フラワ2000-3，粟生站）
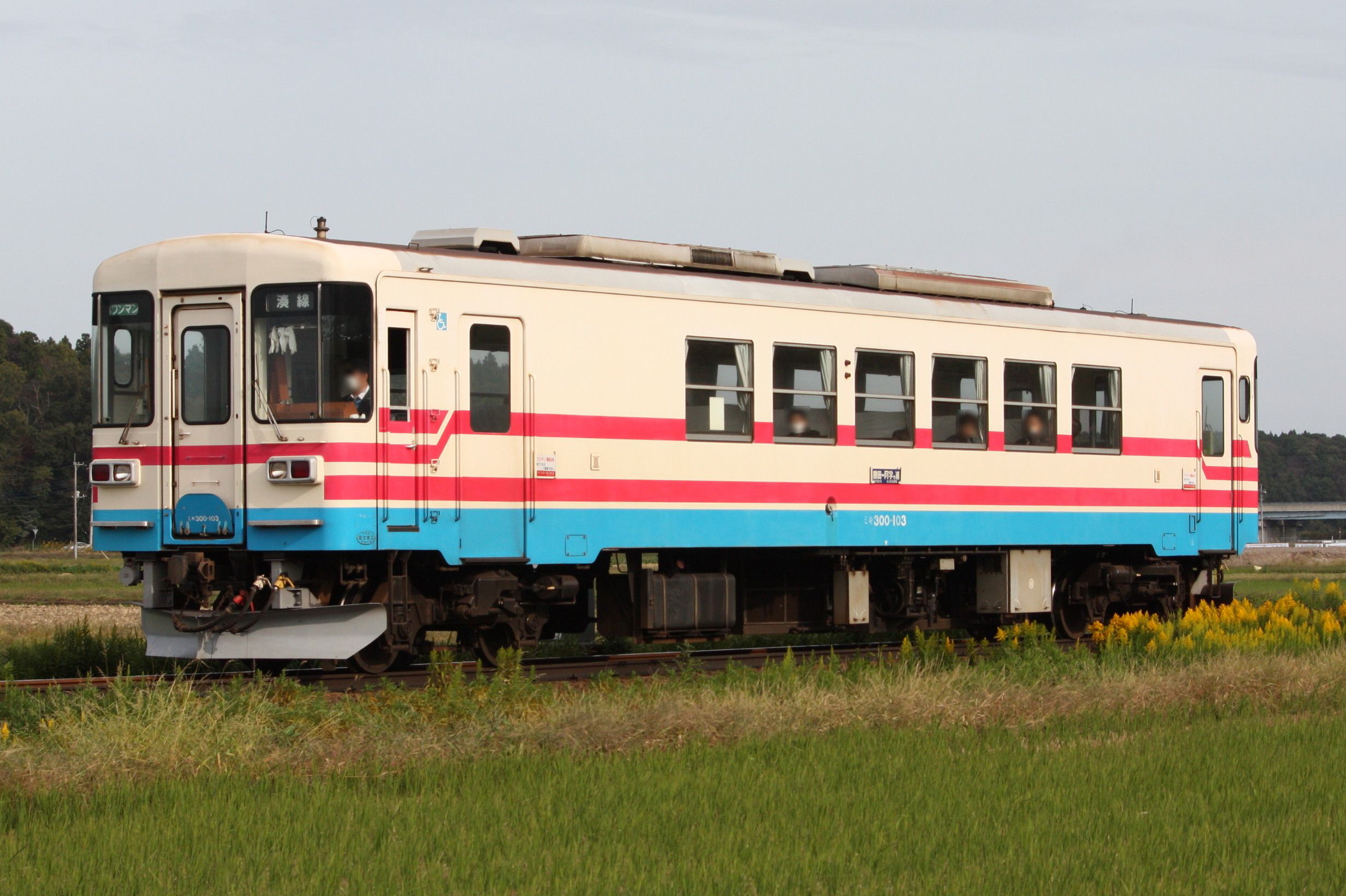
常陸那珂海濱鐵道ミキ300-103型
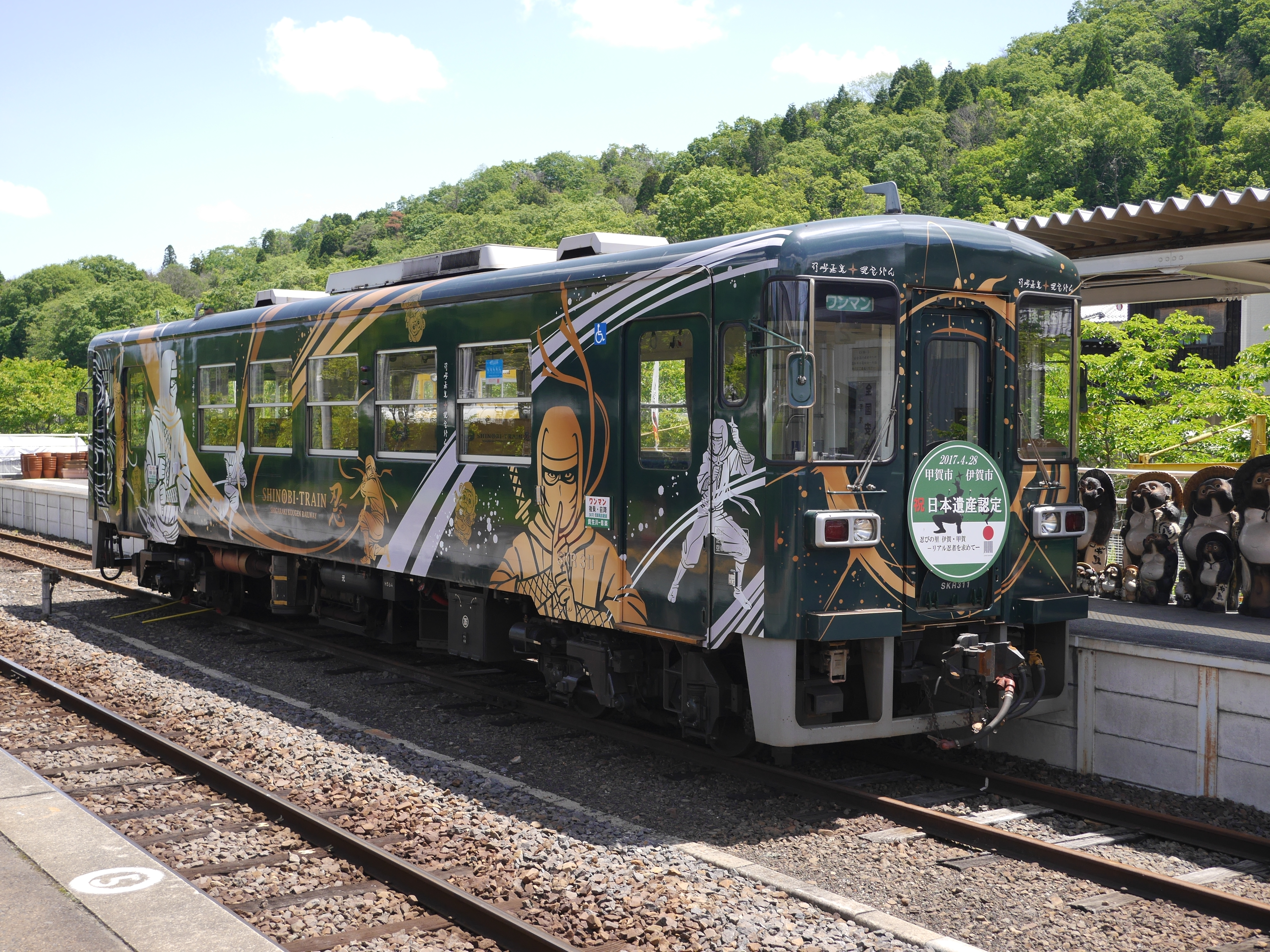
信樂高原鐵道 SKR310型（SKR 311）
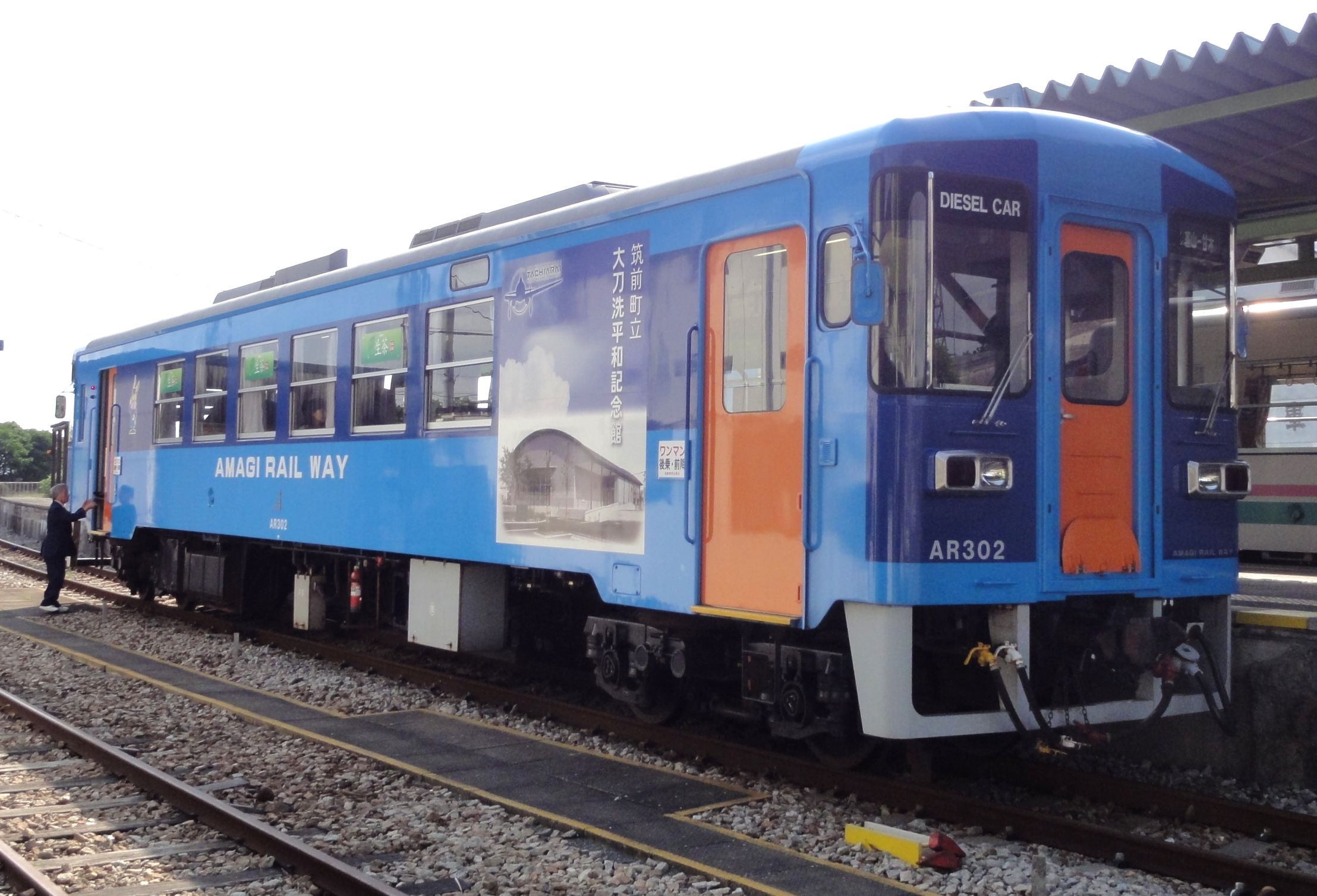
甘木鐵道AR300 型（AR302）
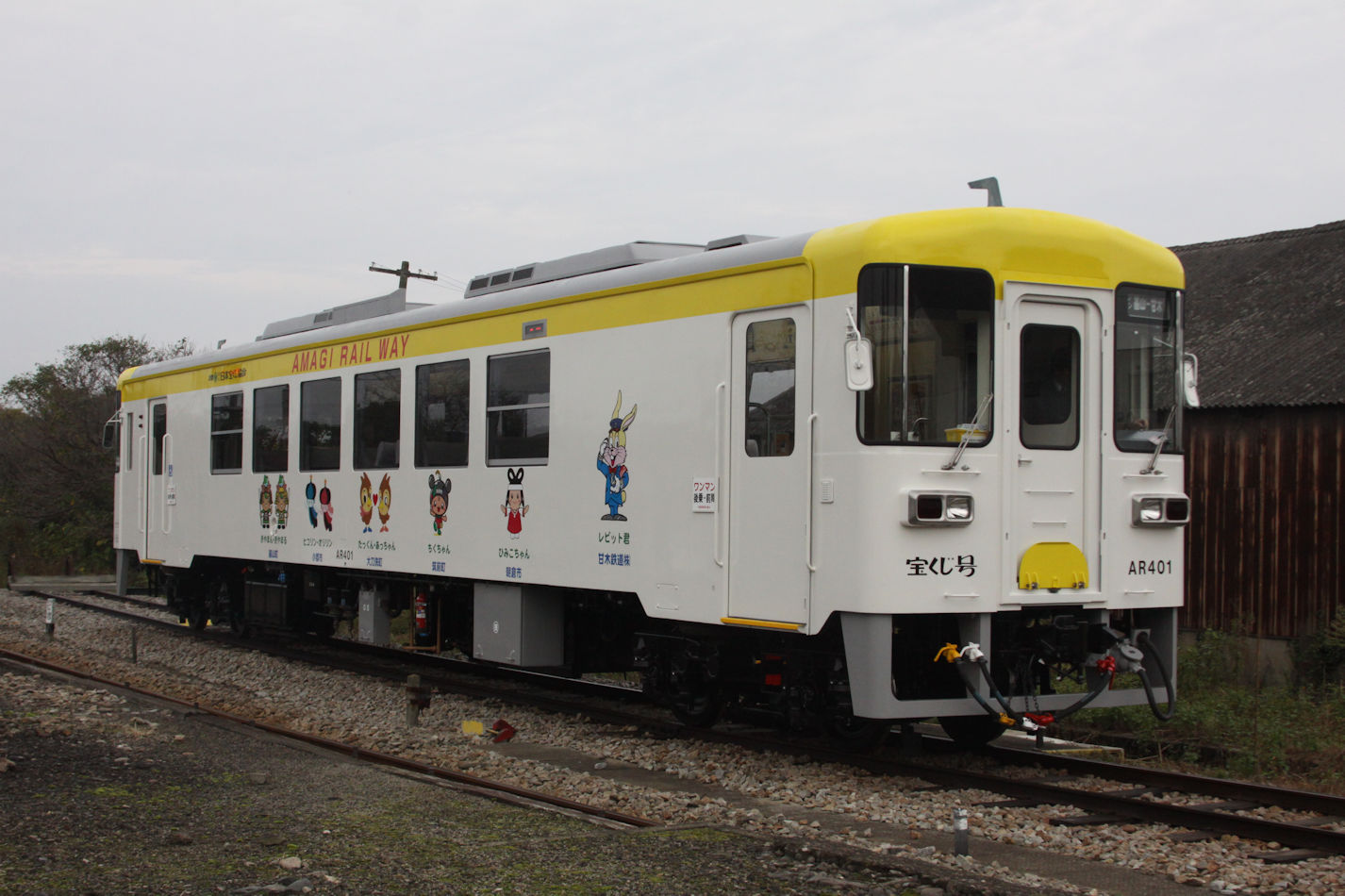
甘木鐵道AR400 型（AR401號車）
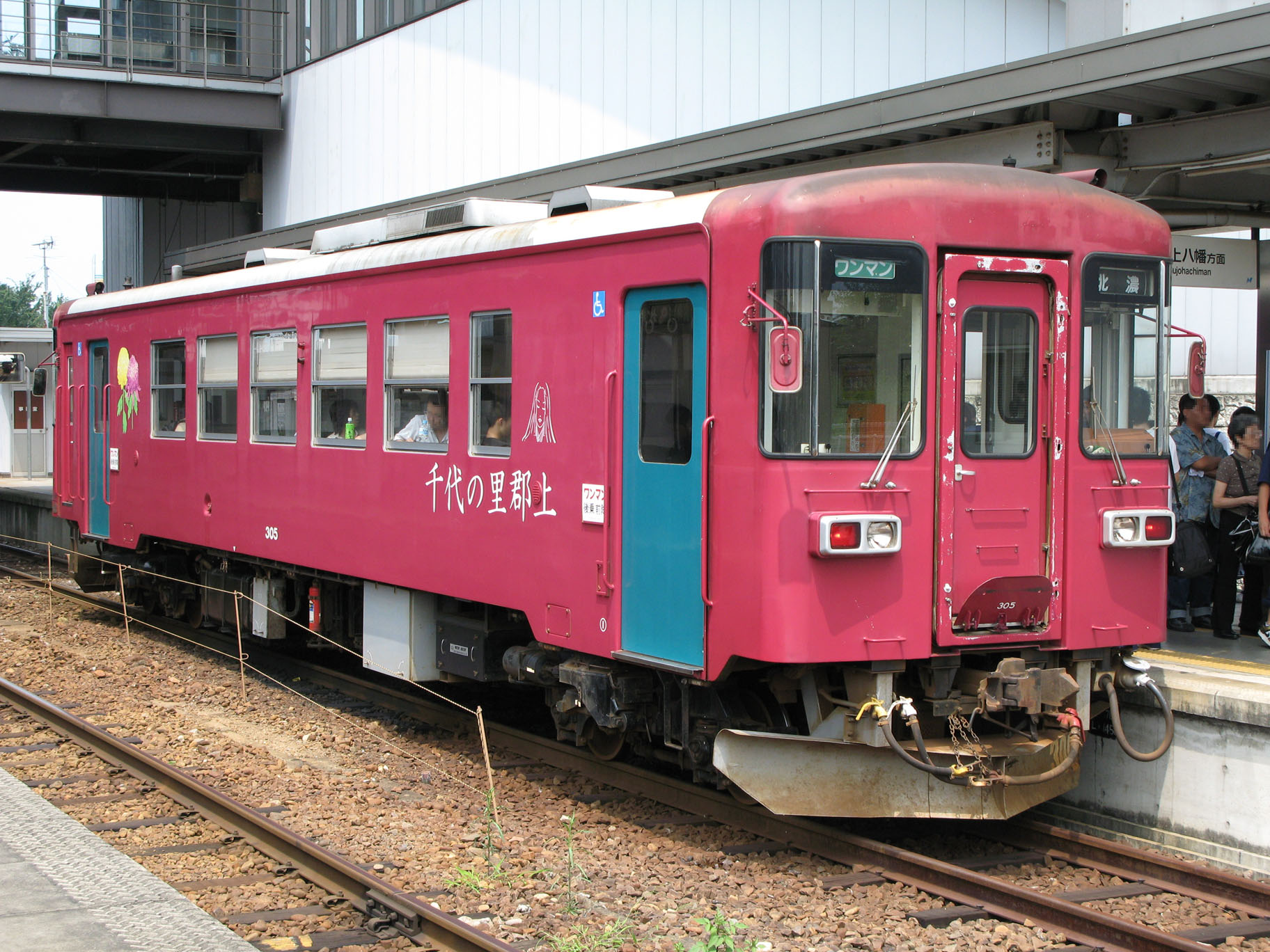
長良川鐵道ナガラ3型

## 富士重工退出後
富士重工退出鐵道車輛製造後，技術轉移給新潟運輸系統，該公司後續生產的車型基本上與 LE-DC一樣。
- 甘木鐵道AR300型（AR304 - AR307）（2004年）
- 樽見鐵道Haimo 295-510型（2005年）
- 長良川鐵道500型（2007年）

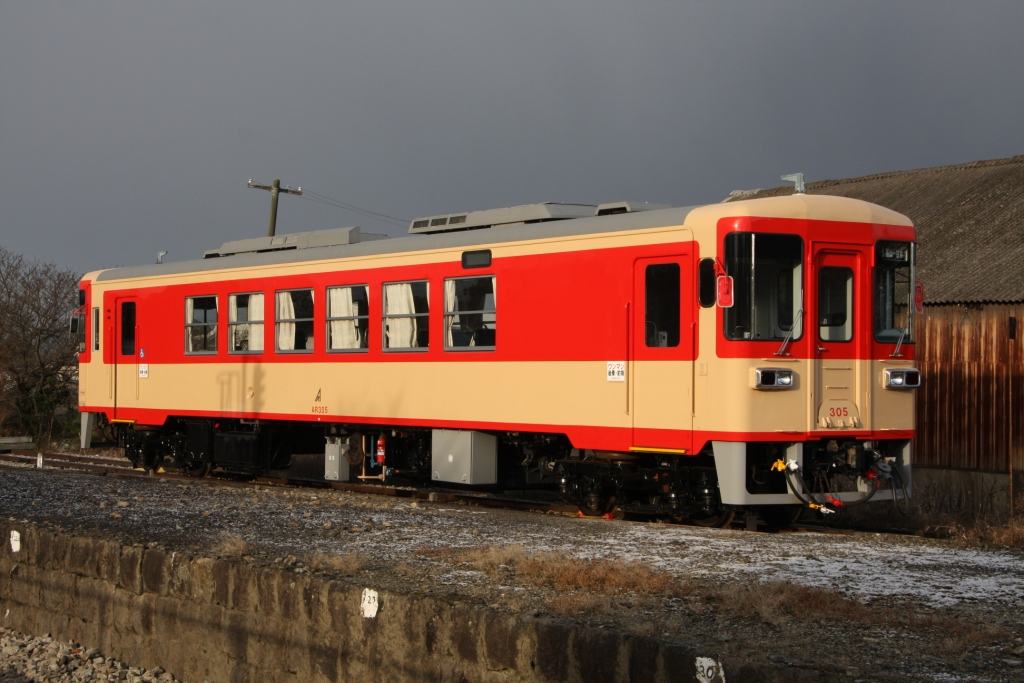
甘木鐵道AR300型（AR305，國鐵色塗裝，2013年12月）
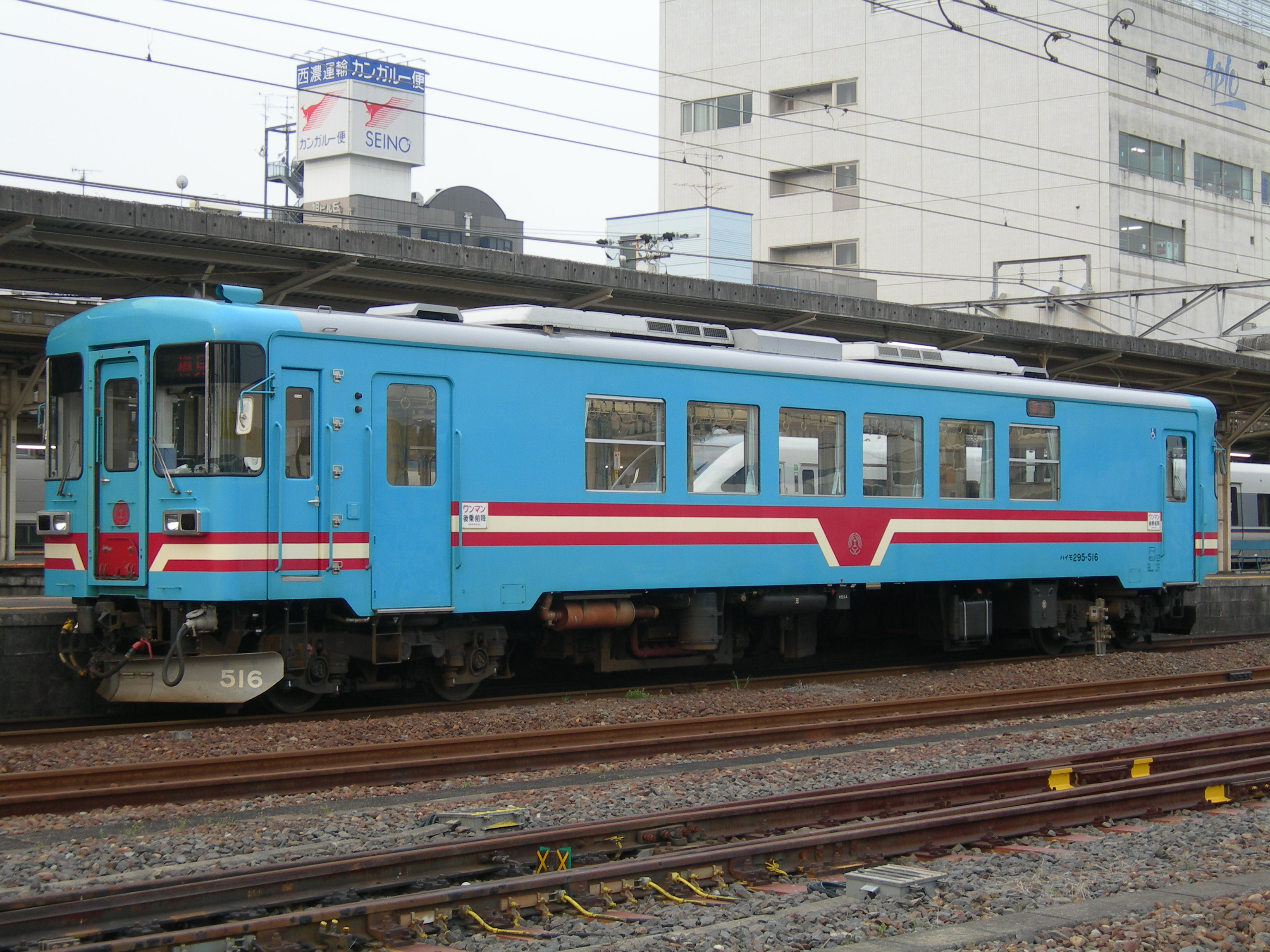
樽見鐵道Haimo 295-510型（Haimo 295-516）
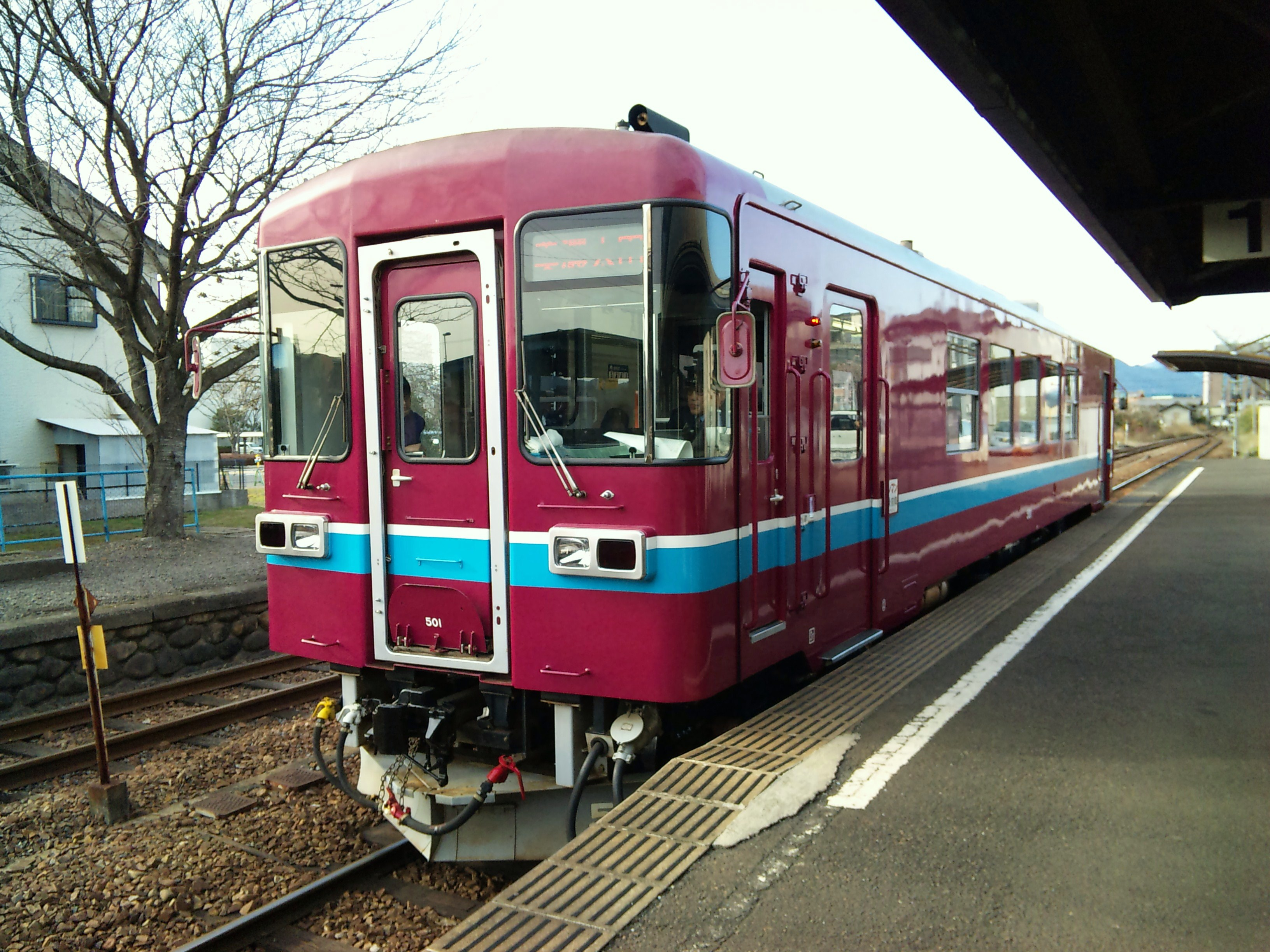
長良川鐵道500型，關站

## 基於LE-DC的一般鐵路柴油客車
- 北近畿丹後鐵道（→京都丹後鐵道）KTR700 / KTR800
- 智頭急行 HOT3500型
- 伊勢鐵道Ⅲ 型： 僅 101號車 。之後由新潟運輸系統製造
- 真岡鐵道14型 ： 14-1和14-2兩輛。之後由日本車輛製造。

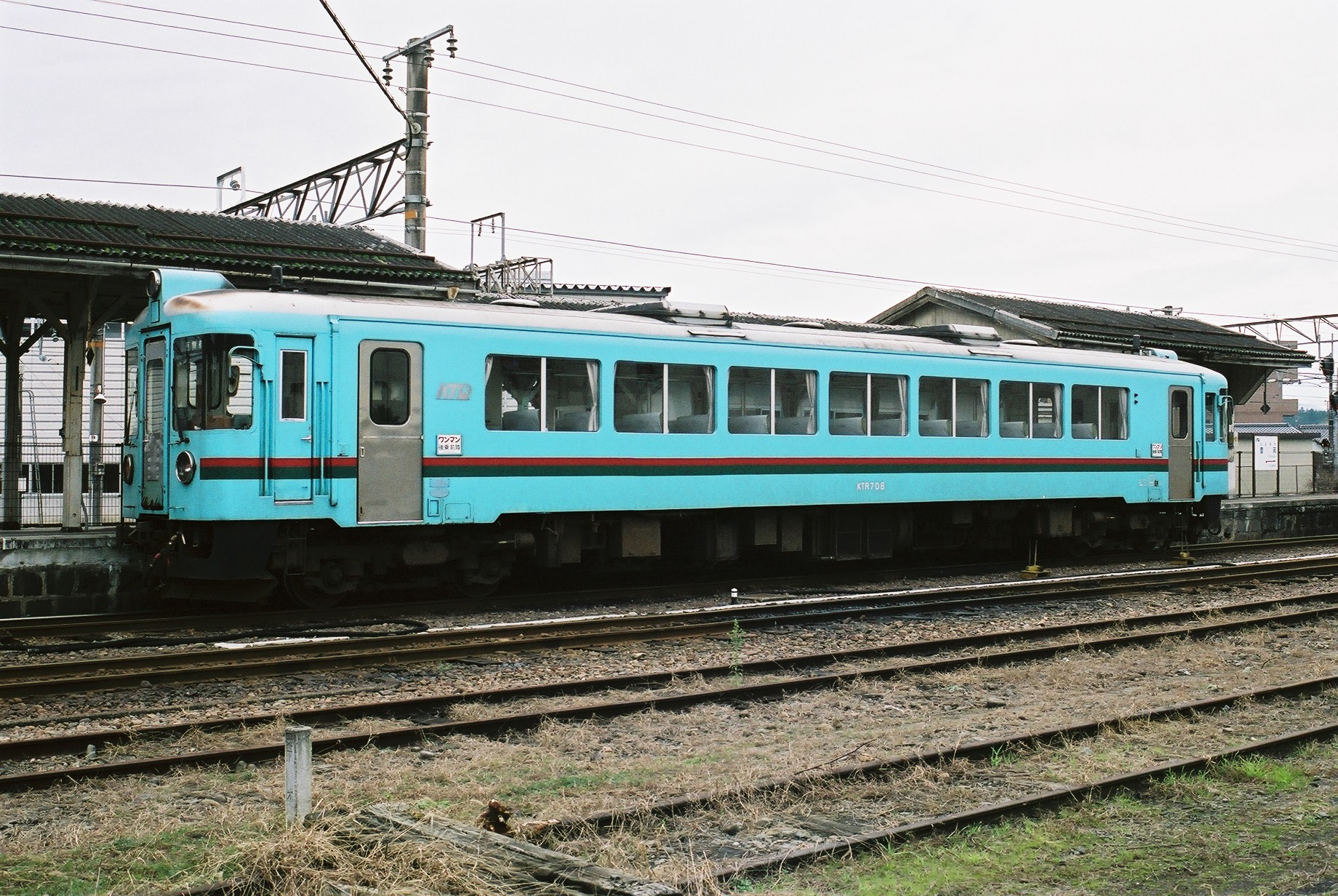
京都丹後鐵道KTR700型（更新前，豐岡）
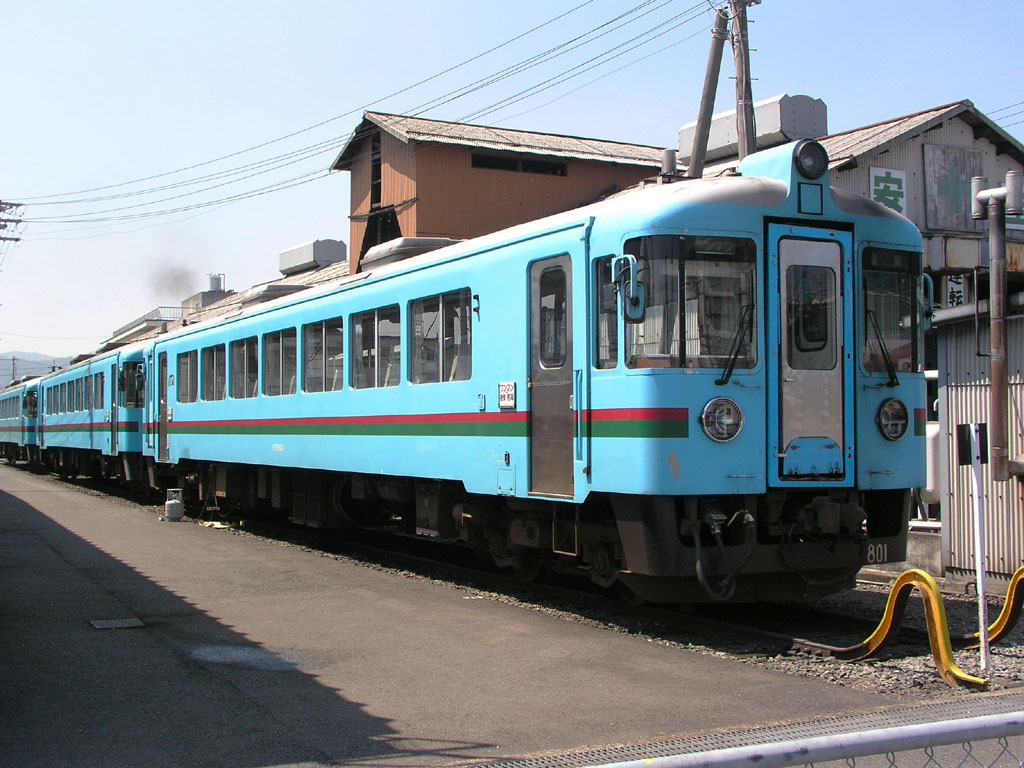
京都丹後鐵道KTR800型（更新前，西舞鶴）
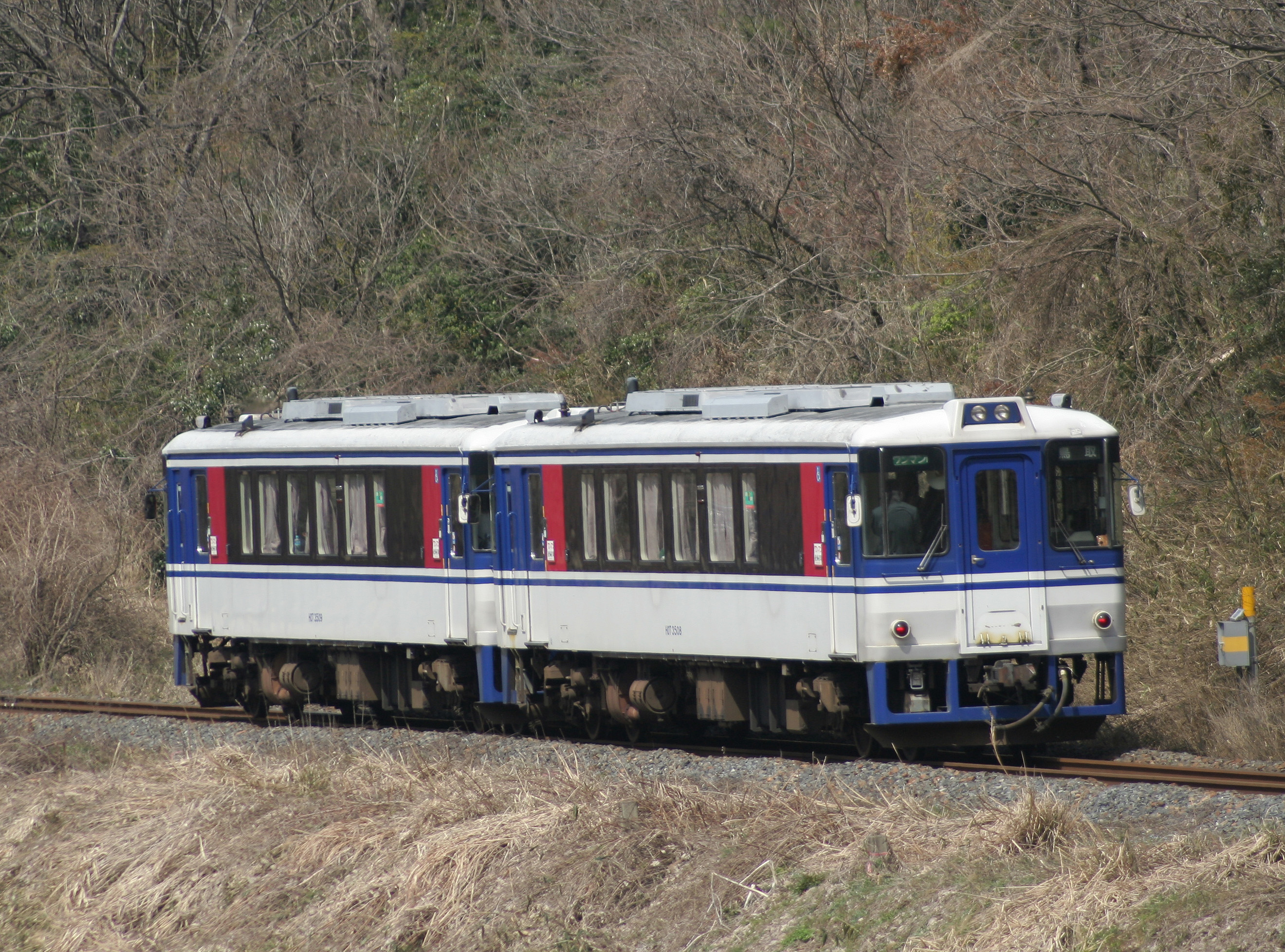
智頭急行 HOT3500型（3508、3509）
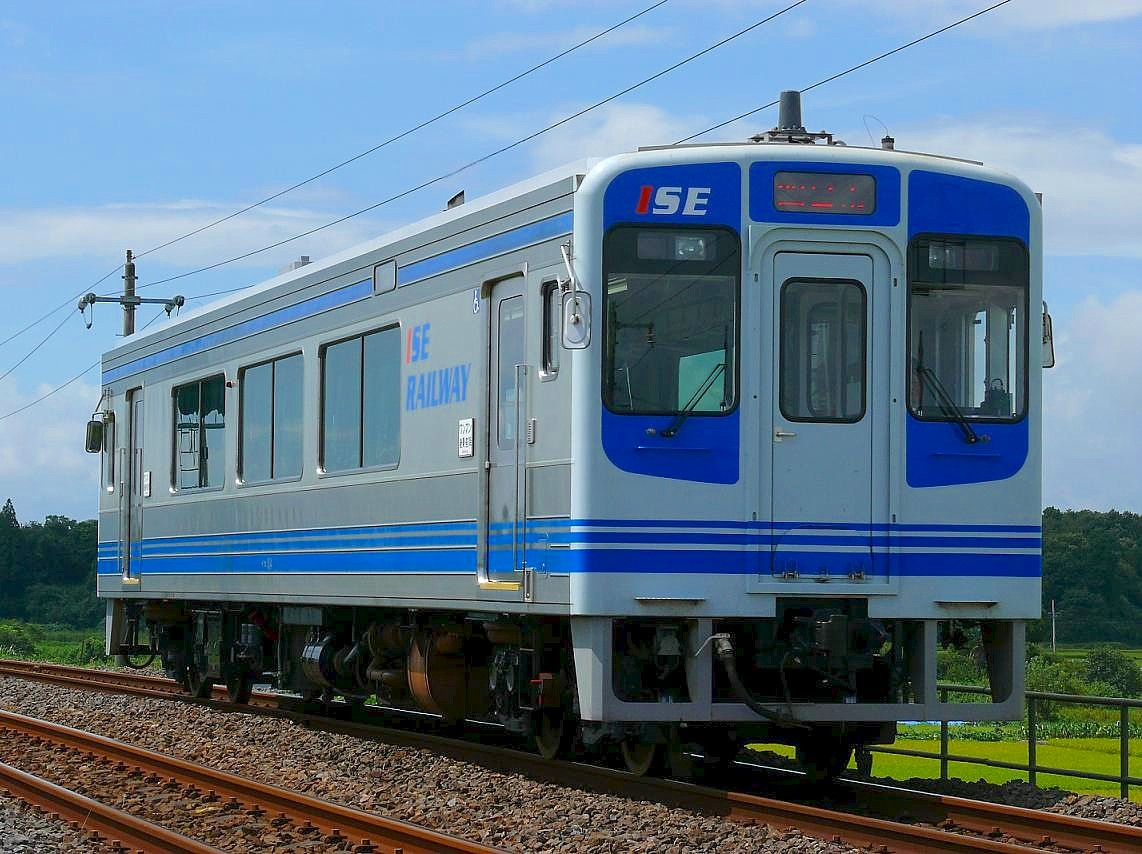
伊勢鐵道Ⅲ 型；本車（102）為新潟運輸系統製造，德田站
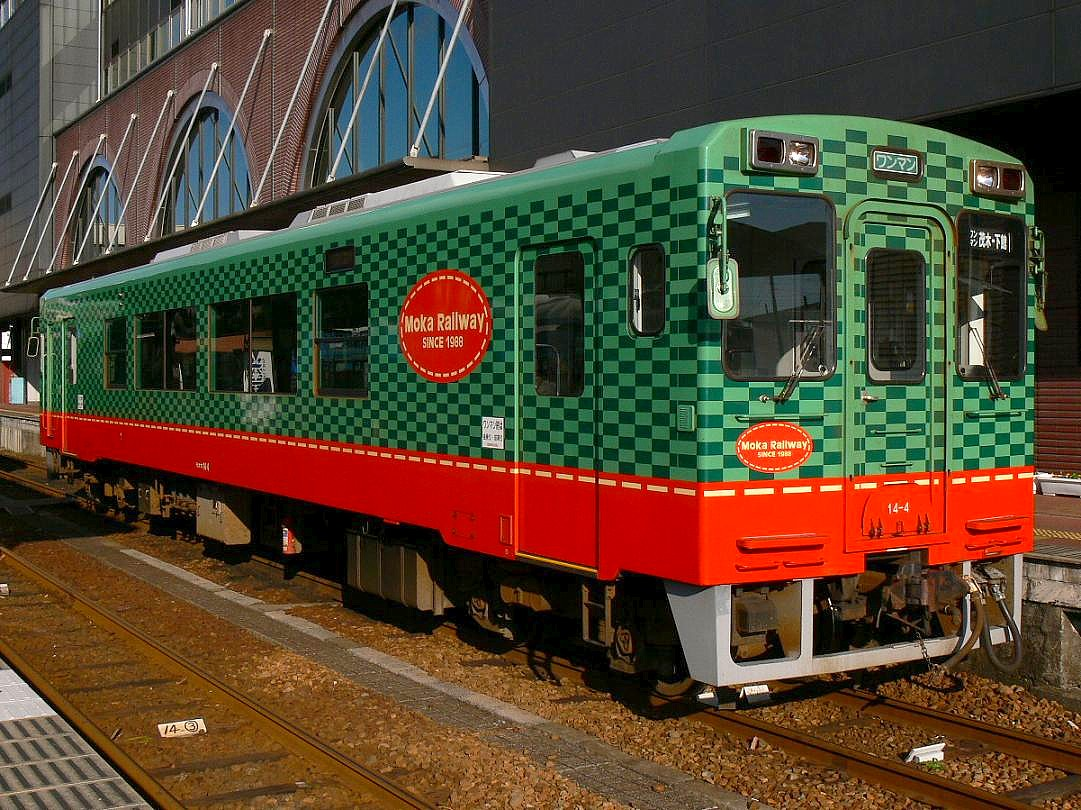
真岡鐵道14型；本車（14-4）為日本車輛製造